# Kókusz-szigeteki csata
A kókusz-szigeteki csata az első világháború egy tengeri ütközete volt 1914. november 9-én az ausztrál Sydney és a német Emden könnyűcirkálók között az Indiai-óceánon, mely utóbbi harcképtelenné válásával ért véget.
A német cirkáló a Direction-sziget kommunikációs állomásának megsemmisítésére érkezett a szigetekhez, de az állomásnak még sikerült vészjelzést leadnia és a közelben elhaladó csapatszállító konvojt kísérő hadihajók közül a Sydney-t küldték ki a riasztás ellenőrzésére. Az összecsapás elején a német cirkáló pontos tüzével előbb számos találatot ért el ellenfelén, de az a lőtávolságán kívülre kerülve kihasználhatta erősebb tüzérségét és súlyos sérüléseket okozott a német cirkálónak, melyet a legénysége partra futtatott az Északi-Keeling-szigetnél. A kereskedelmi háborúban korábban jelentős sikereket elért Emden semlegesítésével ismét szabadon közlekedhettek az antant hajói az Indiai-óceánon, egészen 1917-ig, a Wolf és a Seeadler térségben való felbukkanásáig.
A német cirkáló Direction-szigeten partra szálló 47 fős csapata egy rekvirált szkúner fedélzetén hagyta el a szigetet és több mint egy hónapi utazás után érte el a holland fennhatóságú Szumátra szigetét, ahonnan már egy német kereskedelmi hajó fedélzetén hajóztak át az Arab-félszigetre és érkeztek kalandos útjuk végén a szövetséges törökök ellenőrizte területekre 1915 áprilisában, majd Németországba, ahol ünnepségek közepette fogadták őket.

## Előzmények
A Kelet-ázsiai Hajórajból kivált Emden könnyűcirkáló 1914. szeptember elejétől folytatott önálló kereskedelmi háborút az Indiai-óceánon és ennek során több tucat ellenséges kereskedelmi hajót fogott el, illetve látványos rajtaütéseket hajtott végre a madrászi olajtartályok és a penangi támaszpont ellen, ami miatt a kereskedelmi hajózást jelentősen korlátozni kellett a térségben, továbbá az Európába és Közel-Keletre tartó csapatszállítmányokat erősen védett konvojokba kellett szervezni, jelentős késedelmet okozva ezáltal nekik. A német cirkáló elfogására az antant összesen 16 (brit, francia, orosz, japán) hadihajóját tartották a térségben, de három hónapon át nem sikerült elfogniuk.

### Német tervek

Az Emden portyázásait szemléltető térkép

A penangi rajtaütés (október 28.) után von Müller fregattkapitány a Szunda-szoroshoz hajózott, mert úgy vélte, a Bengáli-öbölben fennálló veszély miatt sok hajó választhatja a Jóreménység foka felé vezető, biztonságosabbnak vélt utat. Ez a számítása azonban nem jött be, mert itt nem találkozott ellenséges hajóforgalommal.
Tudatában annak, hogy az ellenség fokozta a hajója felkutatására tett erőfeszítéseit, a német parancsnok a Kókusz-szigetekhez tartozó Direction-szigeten lévő rádióállomás kiiktatását szemelte ki a következő célpontnak, amivel az utána való keresés koordinálását jelentősen hátráltathatta, mert az ekkor még korlátolt hatótávolságú rádióadókkal rendelkező hajók segélykérő hívásait nem tudták volna továbbítani a haditengerészeti támaszpontok felé, és így hosszabb ideig zavartalanul tevékenykedhetett volna. Mivel az Ausztrália és India, illetve Ausztrália és Afrika között futó tenger alatti kábelek itt futottak össze, az állomás megsemmisítésével megszakíthatta a Nagy-Britannia és Ausztrália közötti távíróvonalat is.
Az akciótól azt is remélte egyben, hogy az ellenség figyelmét elterelheti az Áden–India hajózási útvonalról, melyen ezt követően szándékozott tevékenykedni. A vállalkozás során a még szeptember 27-én elfogott brit Buresk szénszállító támogatására számított. A szénszállító a Direction-szigettől 30 tengeri mérföldnyire várakozott és a megadott jelre kellett azt megközelítenie, miután a helyszín biztosítva lett. Az akció után itt tervezték feltölteni az Emden szénkészleteit, mielőtt nyugatnak folytatta volna az útját.
Von Müller úgy gondolta, hogy az Ausztráliából az Indiai-óceánon át Európába tartó csapatszállító konvojok egyenesen a Vörös-tenger felé mennek, így a Kókusz-szigetektől is délre haladnak el és eközben 500 tmf távolságnál jobban nem közelítik meg. Emiatt nem számolt azzal, hogy a konvojok kísérőhajói veszélyt jelenthetnének rá. Valójában ezek a konvojok útba ejtették Colombót, az útvonalukat pedig a Kókusz-szigetek és Szumátra között jelölték ki. Így a szigetektől keletre haladtak el és jóval kisebb távolságra, mint azt a németek sejtették.

### Az ausztrál-új-zélandi csapatszállító konvoj
1914 októberében a Sydney és testvérhajója, a Melbourne az első Egyiptomba tartó ausztrál–új-zélandi csapatszállító konvoj biztosítását kapta feladatul, két teljes ausztrál hadosztályt és másfél új-zélandi dandárt szállított. Eredetileg a japán Nishin páncélos cirkálót rendelték a konvoj mellé, de miután az október 12-én zátonyra futott, helyét a Sydney vette át. A két cirkáló a nyugat-ausztráliai Albanybe hajózott, ahol csatlakoztak a 36 hajóból álló konvojhoz és a másik két kísérő hajóhoz, a Minotaurhoz és a japán Ibuki csatacirkálóhoz. A Sydney, a Melbourne és a Minotaur a 36 hajóval november 1-jén hagyták el Albanyt Colombo irányába, míg az Ibuki kitért Fremantle-be két másik csapatszállító felvételéhez. Ezek a hajók két nappal később érték utol a konvoj zömét. November 8-án a Minotaur kivált a konvojból azzal az utasítással, hogy támogassa a Német Kelet-Afrika ellen indított harcot. Itteni alkalmazására azért volt szükség, mert a Coronel-foki csatában a Dél-atlanti Hajórajra mért csapás miatt mind a Dél-afrikai Unió területe, mind a német gyarmat területére érkező expedíciós erők védtelenek lettek volna egy tenger felől érkező támadással szemben. A cirkálók elindulása után a Melbourne-t jelölték ki zászlóshajónak.

## A rádióállomás kiiktatása

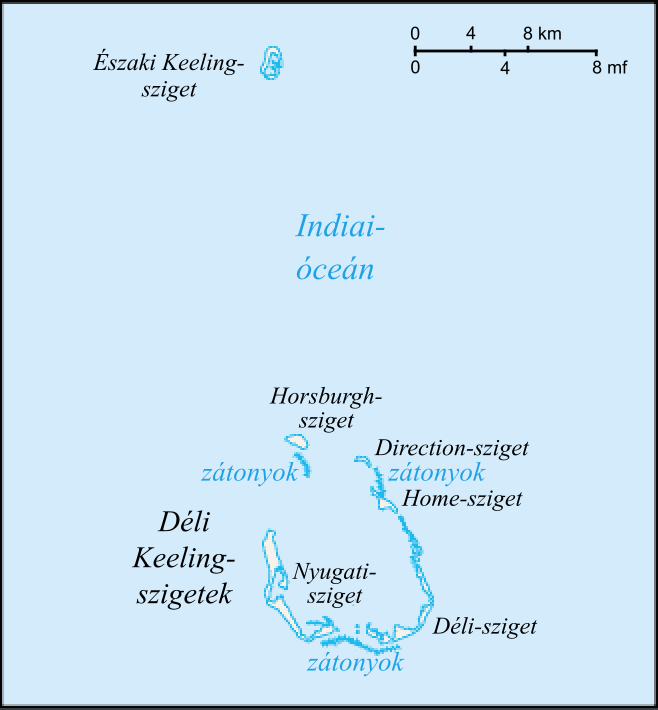
A Kókusz-szigetek (Keeling-szigetek) Direction-szigettel és az Északi-Keeling szigettel

November 8–9. reggelén az Emden a Direction-szigethez érkezett. Bár a rádióállomást a tüzérségével hamar kiiktathatta volna, biztosítva, hogy ne jelezhessék jelenlétét, von Müller nem kívánt felesleges véráldozatokat, ezért a rádióállomás elfoglalása mellett döntött. 06:00-kor egy gőzbárkát indított útnak a sziget felé, mely maga után vontatta a Hellmuth von Mücke első tiszt vezetése alatt álló 50 főnyi partra szálló csapatot. A bárka és a két csónak is jól látható német lobogókkal volt ellátva és röviddel 07:00 előtt értek partot. Ezzel egy időben rádión a helyszínre hívták a Buresket.
A cirkálót a szigetről eleinte a Minotaurnak vélték, de mikor a Buresknek küldött rádióüzenetet észlelték, azonosításra szólították fel. Miután erre nem kaptak választ, az „Idegen hajó a kikötő előtt” („Strange ship off harbour”) vészjelzést adták le. Az Emden röviddel a riasztás kezdete után sikeresen zavarta a rádióüzeneteket, a britek ugyanakkor a víz alatti vezetékeken egészen a német katonák híradószobába való belépéséig folyamatosan küldték a vészjelzéseket. A német rádiósok észlelése szerint a Minotaur vette és nyugtázta a rádióüzenetet, de von Müller emiatt nem aggódott, mert a rádiójeleinek erősségéből úgy ítélte meg, hogy a brit páncélos cirkáló legalább 250 tengeri mérföldre (10 órányira) lehetett. Von Mücke megadásra szólította fel Darcy Farrant szuperintendánst és az állomásépületek kulcsainak, valamint mindennemű fegyvernek az átadását követelte tőle, aminek utóbbi eleget tett. Ugyanakkor tudatta a németekkel a penangi rajtaütésükért járt császári kitüntetésük hírét.
Miután a hírközlőállomást a 34 főnyi személyzetével a hatalmukba kerítették, a németek tönkretették annak kommunikációs felszereléseit és elvágták a három tenger alatt futó hírközlési kábelt, valamint egy megtévesztésül szolgáló kábelt is. Robbantással kidöntötték a fő rádióadó-antenna oszlopát, eleget téve a britek azon kérésének, hogy eközben ne tegyenek kárt a teniszpályában.
A német akcióval egy időben a Kókusz-szigetektől 80 km-re északkeletre haladó ANZAC-konvoj vette a Buresknek szánt kódolt üzenetet, majd a Direction-sziget idegen hajó felbukkanásáról való jelzését is. Az azonosítatlan hajót az Emdennek vagy a térségben még szóba jöhető Königsbergnek vélve a Melbourne parancsnoka, Mortimer Silver sorhajókapitány hajójával teljes sebességgel a Kókusz-szigetek irányába indult meg, azonban hamar belátta, hogy a konvojt biztosító hadihajók parancsnokaként a csapatszállítók mellett kell maradnia, ezért bár kelletlenül, de a Sydney-t küldte el a Kókusz-szigetekhez. Az Ibukin úgy vélték, hogy az Emden mellett a Königsberg is a Kókusz-szigeteknél lehet és ezért japán hajó a hadilobogóját felvonva kért engedélyt a Sydney-hez való csatlakozásra, de nem engedélyezték neki a kiválást.
A Sydney-nek abban az esetben, ha ellenséges hajóra találna, az előzetes parancs szerint rendszeres rádióüzeneteket kellett küldenie. Ezek elmaradása esetén küldött volna Mortimer erősítést a számára.

## Az ütközet

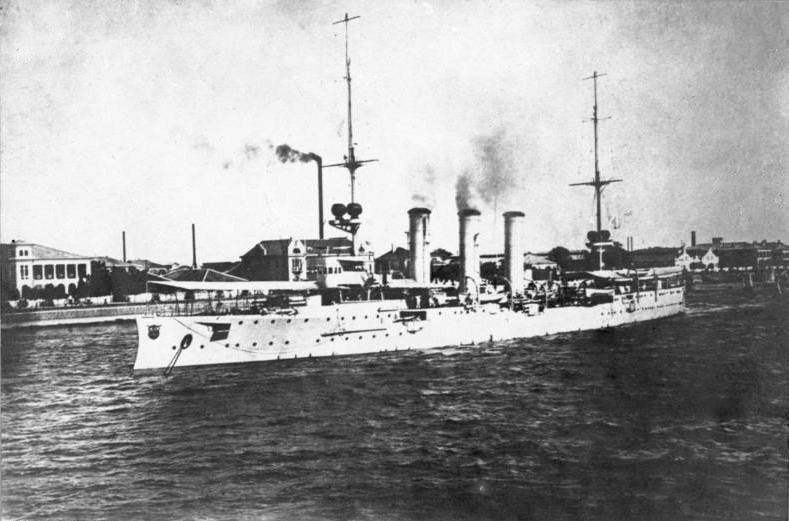
Az Emden Csingtaóban 1914 tavaszán

09:00-kor az Emden őrszemei egy északi irányból közeledő hajó kéményfüstjét észlelték. Először a korábban iderendelt Buresknek vélték, mely eddig nem adott választ az utasításra és melyet szintén ebből az irányból vártak. 09:15-kor ismerték fel, hogy egy ellenséges hadihajó közeledik, de ekkor még tévesen a Newcastle-nek, vagy egy másik hasonló osztályú brit könnyűcirkálónak vélték. Nagyjából ekkor vették észre az ausztrál hajóról az Emdent. A hajója nagyobb sebességében, nagyobb lőtávolságában és nagyobb tűzerejében bízva Glossop elrendelte a harcra való felkészülést. A tüzértisztjével megbeszéltek szerint 9500 yard (kb. 8700 m) távolságból szándékoztak megnyitni a tüzet, jóval a Sydney lövegeinek hatótávolságán belülről, mivel tudomásuk szerint ilyen messziről az Emden ágyúi még nem érhették el őket.
Az Emden felkészült a már elkerülhetetlen harcra és közben több jelzést leadott a szigeten lévők felé, felszólítva őket a visszatérésre. Von Mücke és csapata a bárkán és a csónakokban visszaindultak a hajójukhoz, de már nem értek oda időben, mivel 09:30-kor az Emdennek fel kellett vonnia a horgonyát és ki kellett hajóznia az öbölből ahhoz, hogy manőverezve szállhasson szembe az ellenséges hadihajóval. Az öblöt északi irányban elhagyó Emden és a tőle északkeletre lévő, délnyugati irányba tartó Sydney egyre közelebb került egymáshoz, majd 09:35-kor utóbbi jobb oldali fordulót végrehajtva gyorsan csökkentette a köztük lévő távolságot, harcra kényszerítve manőverével a német cirkálót. (A hajók ütközet során végrehajtott manőverei megtekinthetőek két vázlaton: a német vázlat az események időbeli lefolyását, a brit vázlat a haladási irányokat szemlélteti jobban).
Elsőként az Emden nyitott tüzet 09:40-kor 9400 m távolságból. Első két sortüze túl hosszúra sikeredett, a harmadik kissé rövid volt, de ennek egyik lövedéke eltalálta és kiiktatta ellenfele hátulsó távolságmérőjét. Rögtön azután, hogy a németek tüzet nyitottak, a Sydney is leadta az első lövéseit, az elülső és a hátulsó lövegét használva a távolság beméréséhez. Ebből a németek megerősítve látták azt a feltételezésüket, hogy a Newcastle az ellenfelük, mivel ez a könnyűcirkáló rendelkezett egy-egy 152 mm-es ágyúval az orr- és tatrészén, míg a többi ágyújának 102 mm-es űrmérete közel azonos volt az Emdenéivel.
A németek következő sortüzei a helyes távolság megállapítása után egymás után érték a Sydney-t. A tűzparancs kiadása után a 10,5 cm-es ágyúk hatékonyabb kihasználásához von Müller hamar egy két pontos (22,5 fokos) jobboldali fordulót rendelt el, majd egy másik két pontos fordulót 09:53-kor. Az ausztrál hajó hátulsó irányítóközpontjánál egy újabb lövedék csapódott be, a harmadik német találat pedig az elülső távmérőt és a parancsnoki hidat ütötte át anélkül, hogy felrobbant volna. Ezek a lövedékek 9100 m távolságból érkeztek, mely hatótávolságot a 30 fokos csőemelkedés tett lehetővé.

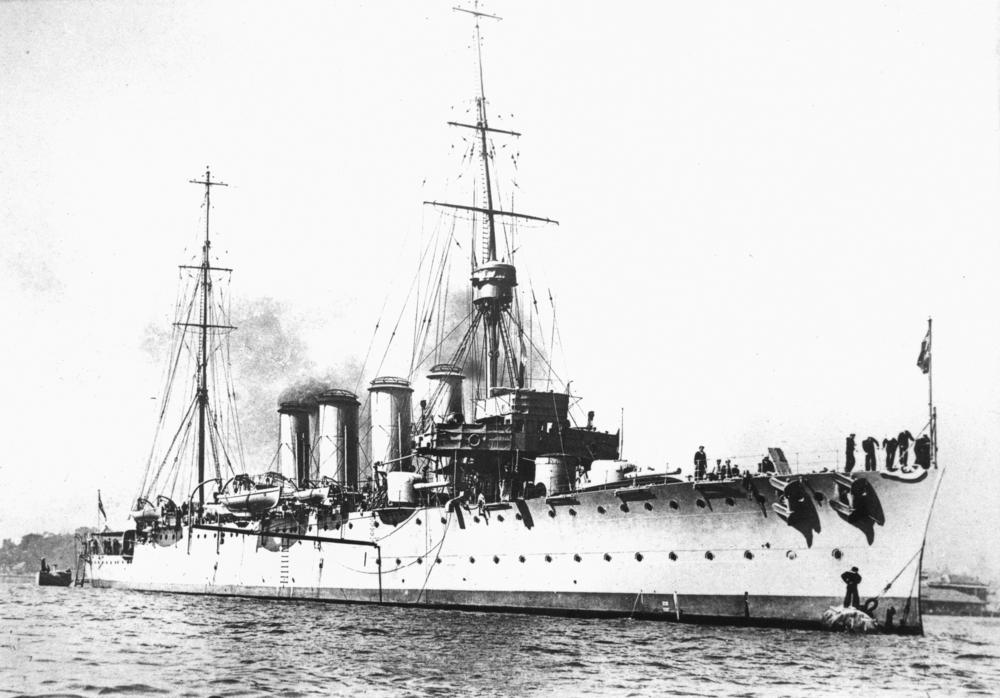
HMAS Sydney

A Sydney eleinte – jórészt a hamar használhatatlanná vált távmérői miatt – nagyon gyengén lőtt. Az első 7-8 sortüze túlszállt az Emdenen, majd az azt követő 4-5 sortűz rövidre sikerült. Az utóbbiak által okozott vízpermet azonban nagyban akadályozta az Emden távmérőit. A becsapódások keltette vízoszlopokból állapították meg a német hajón, hogy egy teljesen 152 mm-es ágyúkból álló fő fegyverzettel rendelkező cirkálóval állnak szemben. Von Müller megítélése szerint a siker érdekében a lehető legnagyobb kárt kellett tennie az ellenséges hajóban még azelőtt, hogy az nagyobb kaliberű ágyúival találatokat érhetne el a csekély páncélzattal rendelkező cirkálóján. A következő tíz perc során a németek nagy tűzgyorsaságukat kihasználva igyekeztek minél több találatot elérni és időnként hat másodpercenként is leadtak sortüzeket, azonban a nagy beesési szög és az ausztrál cirkáló által mutatott szűk profil miatt csak 15 lövedékük ért célba és ezek közül is csak 5 lövedék robbant fel. Az Emden nyolcadik sortüzének egyik találata nagy tüzet okozott az ellenfelén. Az S2 (jobb oldali második) ágyú megrongálódott, mikor az egyik közelben becsapódó lövedék repeszei a kezelőszemélyzetét megsebesítették és begyújtották a közelben előkészített lőport (korditot). Egy másik lövedék az elülső étkezdében robbant fel.
A távolságot belőve a Sydney röviddel 10:00 óra után érte el az első találatát az Emdenen. Ez a rádiószobát találta telibe és végzett minden ott tartózkodó személlyel. A második az elülső árbóc és a felépítmény között, közvetlenül a parancsnoki torony mellett csapódott be, megsebesítve a hajó kormányosát, aki azonban sebei ellátása után továbbra is el tudta látni a feladatát. Közvetlenül ezután a parancsnoki torony elé csapódott be egy lövedék, harcképtelenné téve a két itteni ágyú kezelőszemélyzetét és a jelzőszemélyzet több tagját. Az egészségügyi személyzet ekkor már annyira el volt foglalva más sebesültekkel, hogy az ittenieket nem volt ki ellássa. Ezután a találatok folyamatosan érték már az Emdent, egymás után téve harcképtelenné az ágyúk kezelőit, a hajó elektromos rendszereit és egyéb berendezéseit. A tüzértiszt elektromos kommunikációs rendszerét is hamar találat érte, ami helyett a szócsöveken keresztül próbálta az utasításait közölni az ágyúk kezelőivel, de már ez sem volt használható. Az eddigi összehangolt sortüzek helyett így már csak rendszertelenül voltak képesek tüzelni, ami megnehezítette a becsapódások megfigyelését, és ezáltal a távolságot sem lehetett pontosan felmérni.
A Sydney közben nagyobb sebességét kihasználva az Emden lövegeinek lőtávolságán kívülre tudott kerülni és így zavartalanul lőhette a német cirkálót. Az ausztrál cirkáló fedélzetén eddig 4 fő veszítette életét és 16 megsebesült. További áldozatokat ausztrál részről a harc nem követelt.
Az elszenvedett sérülések miatt az Emden parancsnoki tornyában nem működött a kormányzás, valamint a géptermek telegráfja sem az elszakadt elektromos vezetékek miatt, így ezután a hajót a kormányfedélzetből irányították. Néhány perc múlva ellőtték a kiscirkáló elülső kéményét, mely balra elfeküdve dőlt a fedélzetre. Emiatt a hajó sebessége lecsökkent és az alacsonyan szétoszló füst akadályozta a tüzéreket a célzásban. Az ágyúk ekkor harcképesek voltak még, de a kezelőik nagy része már nem. A lőszerraktárak felvonóinak többsége meghibásodott a becsapódó találatoktól, ami miatt kézben kellett feljuttatni a lövedékeket a fedélzetre. A parton tartózkodó 47 ember hiánya így erősen megérződött és az Emden egyre ritkábban tudott leadni lövéseket. Zárt lövegtornyok hiányában a szétrepülő repeszek súlyos veszteségeket okoztak a mindössze lövegpajzsokkal felszerelt ágyúk kezelőszemélyzeteinek, és a számukra a nyílt fedélzeten a lövedékeket eljuttató tengerészeknek. Az emberhiány és a veszteségek mérséklése érdekében az ágyúknál már csak egy-egy fő tartózkodott és egymaga kezelte azt, hogy kiesése esetén legyen majd ki helyettesíthesse. Franz Joseph von Hohenzollern torpedótiszt visszaemlékezésében megemlíti, hogy az egyik ágyúkezelő, egy fiatal altiszt elveszítette a jobb karját, de a súlyos sérülése ellenére is az ágyújánál maradt és megmaradt karjával kezelte a lövegét olyan nyugalommal, mintha nem történt volna vele semmi.
10:05-kor a kormánymű meghibásodott és a navigációs tiszt néhány emberrel a tathoz sietett, hogy manuálisan oldják meg a hajó kormányzását, de miután próbálkozásuk nem járt sikerrel és ezt közölték a parancsnoki toronnyal is, a hajócsavarokkal igyekeztek megoldani a manőverezést. A kormánymű meghibásodása miatt a cirkáló keleti irányra állt, így a Sydney annak bal oldalát lőhette és három súlyos károkat okozó találatot is elért. Az első a parancsnoki híd mögött csapódott be és ellőtte a távmérőt, végezve a kezelőivel. A második találat az orron lévő két ágyú még életben lévő, jórészt már súlyosan sebesült kezelőivel végzett. E lövedék repeszei a kémlelőnyílások résein bejutottak a parancsnoki toronyba is és többeket megsebesítettek. A legnagyobb kárt a harmadik találat okozta, mely a baloldali negyedik ágyú előkészített lőszerét robbantotta be, végezve minden közelben tartózkodóval és a hajó teljes hátsó részét lángba borította. A tatrészen tartózkodóknak az egyre közelebb érő lángok miatt végül a vízbe vetették magukat, amit háromszoros hurrá-kiáltások után tettek meg. Néhány főt az egyik becsapódó gránát detonációjának légnyomása vetett a vízbe. A vízbe kerültek közül a Sydney később három főt mentett ki.
A bal oldali ágyúk is hamar kezelők nélkül maradtak és ezt látva von Müller utolsó lehetőségként torpedótámadást próbált intézni a Sydney ellen 10:25 után, de ennek sikeres kivitelezésére már valójában nem volt esély annak jelentősen nagyobb sebessége miatt. Ehhez ugyanis 1000 méterre meg kellett volna közelíteniük, miközben az ausztrálok folyamatosan 7000 méteres távolságon kívül tartották magukat. A manőver révén az ellenséges cirkáló ismét az Emden jobb oldalára került. Utóbbi ekkor már csak elvétve adott le egy-egy lövést. 10:35-kor a Sydney hirtelen balra fordult és kilőtt egy torpedót 3000 méteres távolságból, de nem talált célt. Röviddel ezután az ausztrál hajó egy jobb oldali fordulót hajtott végre és nagy sebességgel növelte ismét a távolságot.

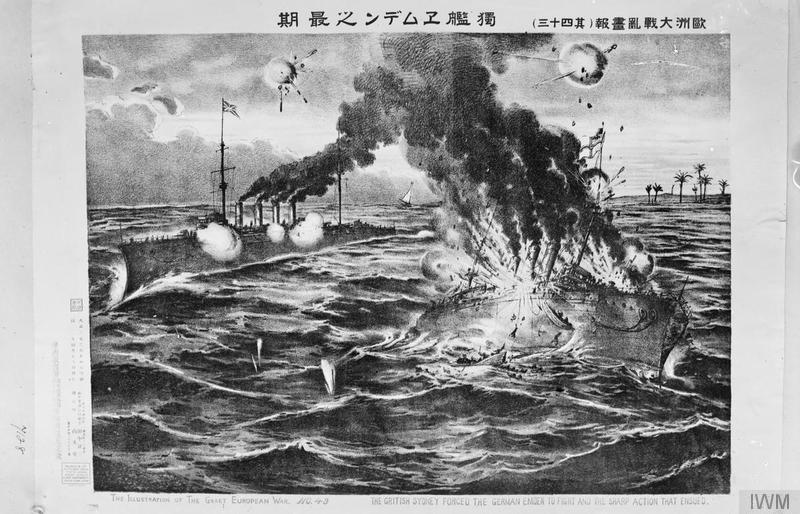
Japán fantáziarajz az összecsapásról

A Sydney kitérő manővere után röviddel hagyta el a német tüzértiszt a parancsnoki tornyot és az életben maradt ágyúkezelőket összeszedve próbálta meg a közeli ágyúkat harcképessé tenni, míg ő közvetlen mellettük állva irányította a tüzüket. Két ágyút sikerült ismét harckésszé tenni, de a folyamatosan tüzelő Sydney a hatótávolságukon kívülre került már, így találatot nem volt esélyük elérni rajta. 10:45-kor találat érte az elülső árbocot, mely balra dőlt ki. Egy másik találat a hidat érte és elhallgattak a még tüzelő ágyúk is. Mielőtt végleg feladta volna a harcot, von Müller meg akart kísérelni még egy torpedótámadást. A kommunikációs rendszer kiesése miatt a jobb oldali gépteremhez egy futár útján kellett eljuttatni a parancsokat, akit a folyamatosan becsapódó lövedékek szerencsésen megkíméltek, így az utasítások folyamatosan érkezhettek. Az ausztrálok azonban kitértek a manőver elől és biztonságos távolságban tudtak maradni mindvégig, így ez a kétségbeesett próbálkozás sem járhatott sikerrel. E manőver során lőtték el a megmaradt két kéményt, tovább csökkentve a már amúgy is lassan haladó német cirkáló sebességét.
Von Müller a sikertelen próbálkozás után a legénység megkímélése érdekében úgy döntött, hogy a hajóját az Északi-Keeling-sziget előtti korallzátonyra futtatja. A jobb oldali hajtóműveket ehhez egy ideig leállították, majd miután a hajó a megfelelő irányba állt, 19 csomós sebességgel indultak a zátony felé. Az ausztrálok a szándékot felismerve növelték a tűzgyorsaságukat. Több lövést az Emden elé adtak le, így próbálva eltéríteni azt a szándékától. Az erőteljes lövetés miatt ezekben a percekben sokan veszítették életüket a német hajón, de az továbbra is úszóképes maradt és nem sikerült elsüllyeszteni még a zátony elérése előtt. Az Emden 11:15-kor futott partra a szigettől délre lévő zátony homokos partján. A hajtóműveket teljes sebességre kapcsolták, hogy a hajó teljesen beágyazódjon a zátonyon, majd lekapcsolták őket. Ez után hozzáláttak a tüzek eloltásának, majd megnyitották a fenékszelepeket. A Sydney ezt követően még öt percen át tűz alatt tartotta a cirkálót és csak 11:20-kor hagyott fel a lövetésével, ami miatt von Müller engedélyt adott a hajó elhagyására és a 80 méterre lévő szigetre való menekülésre. A hajón maradók ellátták a sebesültek és az ilyen helyzetekben szokásos procedúráknak megfelelően megsemmisítették az optikai eszközöket és az ágyúk célzó berendezéseit, a závárzataikat eltávolították majd a tengerbe hajították őket, a titkos kódkönyveket és a hadinaplót pedig elégették. Néhányan megpróbáltak a zátonyon átúszva elérni a szigetet, de a zátonyon való átjutás az erős hullámok miatt nagyon veszélyesnek bizonyult és négyen életüket is vesztették mikor ezzel próbálkoztak.
A Sydney a tűz beszüntetése után a távolban feltűnő Buresk elfogására indult. A konvojt értesítette a történtekről ("Emden beached and done for"), mire a csapatszállító hajókon lévő katonáknak fél napi pihenőt és gyakorlatozás alóli felmentést biztosítottak.
Az Emden partrafutása után

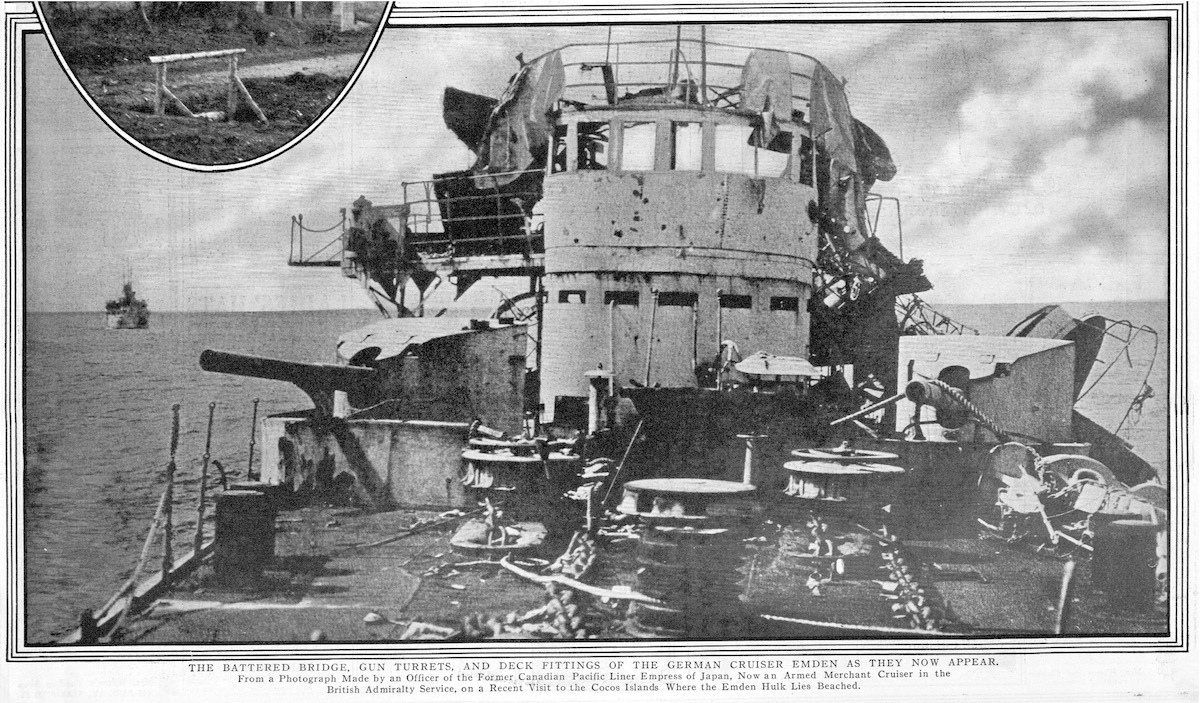
Az Emden elülső felépítménye a parancsnoki híddal egy 1915-ben készült fotón

A Sydney ezt követően az ütközet alatt a horizonton felbukkanó Buresk nyomába eredt. Röviddel 12:00 után érte be és leadott egy figyelmeztető lövést, de Klöpper sorhajóhadnagy, a szénszállító megbízott parancsnoka ekkorra már megnyittatta a hajó fenékszelepeit és az süllyedőben volt. A Sydney felvette a német zsákmányszemélyzetet és a Buresk korábbi személyzetét, majd négy lövést adott le a szénszállítóra, hogy felgyorsítsa annak süllyedését. Miután az a víz alá merült, visszafordult az Északi-Keeling-szigethez, ahova 16:00-kor érkezett meg és a partra futott hajó tatja mögött 3200 méterre helyezkedett.
A német hadilobogó – mely a hajó harcra kész állapotát volt hivatott jelezni – még mindig fent volt a megmaradt hátulsó árbocon. A Sydney a "Megadja magát?" nemzetközi fény- és zászlójelzéssel érdeklődött a továbbiak felől. Az Emden kódkönyveit ekkorra azonban már megsemmisítették és emiatt a következőképpen válaszoltak: "Mi a jel? Nincs kódkönyv." A megadásra való felszólítást a Sydney hagyományos morze-jelekkel is megismételte, majd miután nem kapott választ, a "Vette a jelzésem?" kérdést tette fel. ("Have you received my signal?") A britek megérdeklődték a fedélzeten lévő német hadifoglyoktól, hogy mi lehet a válasz elmaradásának az oka, mire ők állítólag azt válaszolták, hogy a parancsnokuk soha nem adná meg magát. Glossop jelentésében erre hivatkozva adott ki tűzparancsot 16:30-kor és egészen addig lövette a német hajót, míg az árbocáról be nem vonták a hadilobogót és fehér zászlót nem tettek a helyére. Az öt percen át (16:35-ig) tartó lövetésben 20 német tengerész veszítette életét. A bevont hadilobogót a németek elégették, hogy ne kerüljön az ellenség kezére.
Az összecsapás és az azt követő lövetés során 130 fő veszítette életét az Emden legénységéből és 69 sebesült meg, közülük később négyen belehaltak a sebesüléseikbe. Glossop a Buresk német legénységét egy csónakban az Emdenhez küldte némi orvosi felszereléssel és azzal az üzenettel, hogy másnap visszatérnek értük. Ezután a Direction-sziget állomásának állapotát ellenőrizendő elhajózott. A szigethez érkezve számoltak azzal az eshetőséggel, hogy az Emden és a Königsberg közösen tevékenykednek és a Königsberg megközelítheti a szigetet az ottlévő német tengerészek kimenekítésére vagy hogy a csapatszállító konvoj után ered. A Sydney nem nyújtott segítséget az Emden túlélőinek, míg e fenyegetettség fennállt. Csónak küldéséhez a Direction-szigetre már túl késő volt és emiatt a cirkáló az éjszakát a sziget körüli járőrözéssel töltötte és csak másnap reggel közelített a rádióállomáshoz. A partra érve tudták meg, hogy a németek már előző este egy rekvirált szkúnerrel elhagyták a szigetet. A Sydney fedélzetére vette a sziget orvosát és két asszisztensét, majd az Északi-Keeling-sziget felé vette az útját.

## Az ütközet után

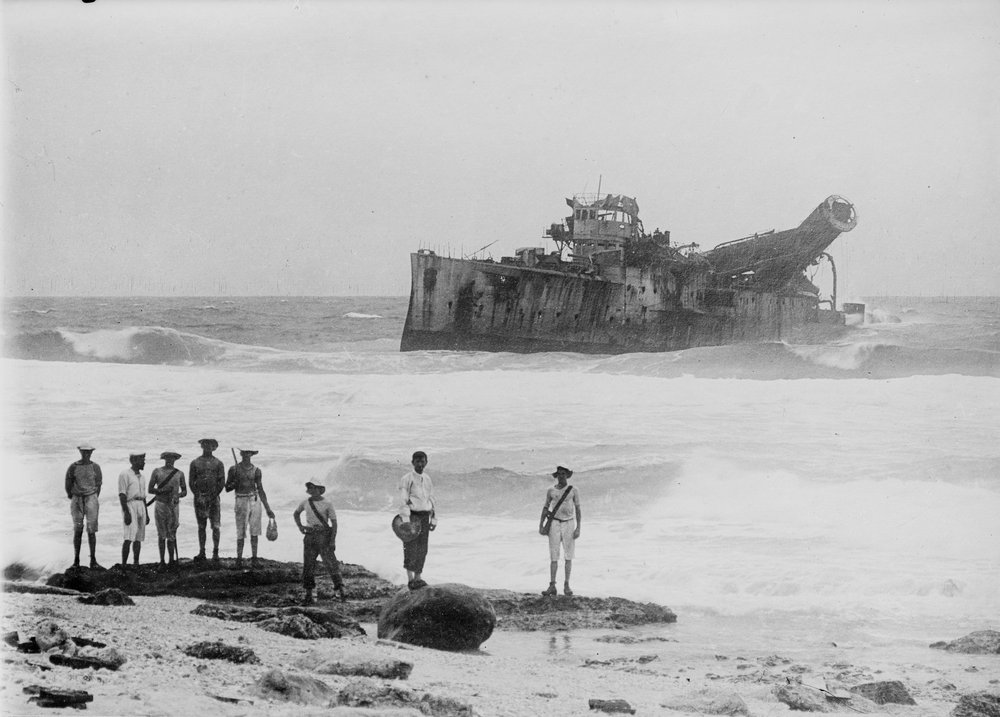
Az Emden pár évvel később

A Sydney november 10-én 13:00-kor ért az Emden roncsához. Miután egy tisztet átküldött a németekhez, hogy azok biztosítsák arról, nem fognak harcolni, Glossop hozzákezdett a hajótöröttek evakuálásához. A túlélők Sydney-re való átszállítása öt órát vett igénybe a sok sebesült, a nagy hullámok és a cirkáló túlterheltsége miatt. Bár von Müller előzőleg minden különleges személyét illető gesztus mellőzését kérte, Glossop tisztelete jeléül a parancsnoki csónakját küldte el a zátonyt utolsóként elhagyó német parancsnoknak. Előzőleg a németek még a lőszerraktár közelében tüzet gyújtva megpróbálták felrobbantani a hajó roncsát, hogy az ne kerülhessen az ellenség kezére, de ez a próbálkozásuk nem járt sikerrel a kellő mennyiségű gyúlékony anyag hiányában. Az ausztrál és a szigetről érkezett egészségügyi személyzet másnap 04:30-ig látta el a legsúlyosabb sebesülteket. A hajójuk partrafutása után néhány német tengerész megpróbált a korallzátonyon átúszva a szigetre jutni és az ide eljutó több mint 20 tengerész kimenekítését másnap reggelre kellett halasztani a beálló sötétség miatt, habár ide már előző nap kiküldtek egy csónakot ellátmánnyal.
November 11. nagy részét kevésbé sürgető feladatok elvégzésével töltötték. Dél körül a Direction-szigetről – melynek kommunikációs berendezéseit a rejtve tartott pótalkatrészekkel hamar helyreállították – elhozott személyeket visszaszállították a szigetre. Az Emden egy hajóorvosa, akinél korábban a sok sebesülés olyan mértékű sokkhatást és stresszt váltott ki, hogy nem tudta ellátni a feladatát, már rendbe jött annyira, hogy altatóorvosként segíteni tudjon.
November 12-én az Empress of Russia segédcirkáló a német hadifoglyok többségét, a tisztek és az átszállításhoz túl súlyos sebesültek kivételével átvette a fedélzetére és Colombóba szállította őket. A Sydney november 15-én csatlakozott az ANZAC-konvojhoz ugyanitt. A Sydney érkezésekor elmaradt az ünneplés. Glossop előre kérte, hogy a hadihajók és csapatszállítók fedélzetén lévők tartózkodjanak az éljenzésektől a hajó fedélzetén lévő súlyosan sebesült német tengerészekre tekintettel.

## Következmények
Az Emden elvesztése után az Indiai-óceánon egyedüli német hadihajónak a Königsberg maradt meg. Ezt a kiscirkálót októberben a Rufiji folyó deltájában vonták blokád alá és itt is maradt egészen 1915. júliusi elvesztéséig. Ausztráliát így már közvetlenül nem veszélyeztették a központi hatalmak és a domínium védelmét ellátó hadihajóit más hadszínterekre lehetett átirányítani. A hajók biztosítási rátája az Emden pusztulásának hírére azonnal a felére csökkent. A következő két évben az Ausztráliából és Új-Zélandról a Közel-Keletre indított csapatszállító konvojok kíséret nélkül közlekedhettek, felszabadítva így az antant további erőforrásait. Ez az állapot a Wolf és a Seeadler 1917-es megjelenéséig maradt meg, melyek e távoli vizeken is képesek voltak kereskedelmi háború folytatására.

## A hadihajók további sorsa

### Emden
Röviddel a csata után az Empress of Japan segédcirkáló felkereste a hajó roncsát, hogy a kódkönyvei után kutasson, de ezeket nem lelhette már fel. 1915-ben egy japán társaság felvetette, hogy javítsák ki a hajót és helyezzék ismét szolgálatba, de a Protector cirkáló által elvégzett vizsgálat arra jutott, hogy ez az elszenvedett sérülései miatt nem kivitelezhető. 1919-ben szárnyra kaptak olyan híresztelések, miszerint a roncs eltűnt, de azt valójában csak az 1950-es évek elején bontotta le helyben egy japán vállalat. Egyes részei szétszóródtak a területen és ma is fellelhetők.
A cirkáló személyzetéből von Müller fregattkapitányt és a tisztjeinek egy kis csoportját Máltára szállították és a Verdala barakkokban tartották őket hadifogolyként a háború végéig méltatlan körülmények között. A hajó legénységének többi tagját Ausztráliába szállították, őket az Új-Dél-Walesben lévő Holsworthy, illetve Berrima hadifogolytáborában tartották fogva. Öt, a sérüléseik és amputációik hosszú távú hatásaitól szenvedő tengerészt 1916-ban hazaszállítottak Németországba. Von Müllert az első osztályú Vaskereszttel jutalmazták és november 15-én Vilmos császár egy újabb Emden nevet kapó hajó megépítését jelentette be, mely egy Vaskeresztet fog viselni az orrán. Az 1914-ben lefektetett gerincű Königsberg-osztályú cirkáló 1916-ban való elkészültekor kapta az Emden (II) nevet. Az ígért Vaskeresztet az orrára felerősítve kapta meg.

### Sydney
A kísérő feladatainak ellátása után a Sydney-t áthelyezték az Észak-amerikai és Nyugat-indiai Állomáshelyre (North America and West Indies Station), ahol 18 hónapot töltött, majd a háború végéig a Grand Fleet állományához került. A Nyílt-tengeri Flotta 1918 novemberi internálásakor tartott erődemonstráció keretében a Sydney-t úgy helyezték el, hogy az új Emden mellett haladjon, kíséretet adva neki. A Sydney 1928-ig maradt szolgálatban és a következő évben lebontották. A kókusz-szigeteki csatában a Sydney kitüntetésben részesült (battle honour "Emden 1914"). Ez volt az első ilyen méltatása egy önállóan ténykedő királyi ausztrál hadihajónak, melyhez hasonlóban a Brit Nemzetközösségnek is csak három hajója részesült a 20. században. Glossop a Bath-rend tagja lett.
Érdekesség, hogy a következő Sydney cirkáló 27 évvel később, 1941. november 19-én a Kormoran német segédcirkálóval került szembe az Indiai-óceánon, az ausztrál partoktól nyugatra, ez a német hajó ugyanis az után a Kormoran segédcirkáló után kapta a nevét, melyet az első világháború elején az Emden által elfogott Rjazany orosz utasszállítóból alakítottak át és szintén az ausztrál vizeken tevékenykedett. A kereskedelmi hajónak álcázott segédcirkáló meglepetésszerűen nyitott tüzet a cirkálóra, mely a teljes 645 fős legénységével odaveszett. A tűzharcban azonban súlyosan megrongálta a német hajót és a túlélőinek el kellett hagyniuk.

## A német partra szálló csapat további sorsa

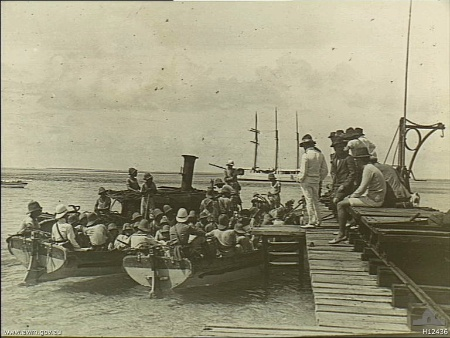
Német tengerészek a Direction-sziget révjénél a háttérben lévő Ayeshára való átszállásra készülődve

A von Mücke vezette partraszálló csoport miután nem tudott visszaérni a hajóra, visszatért a Direction-szigetre és a területét német katonai igazgatás alá helyezte, majd felkészült a partraszállási kísérletek visszaverésére. Az összecsapás elejét még látták és mire a hajók a horizonton túlra kerültek, addigra már nyilvánvaló volt, hogy az Emden súlyos károkat szenvedett és úgy vélték, von Müller egy semleges kikötőbe próbál majd eljutni a javítások elvégzése érdekében. Mivel a szigetet nem tudhatták megvédeni semmilyen hadihajó támadásával szemben, von Mücke rekvirálta a lagúnában horgonyzó 97 tonnás szkúnert, az Ayeshát, hogy azzal a semleges Holland Kelet-Indiába hajózhassanak. Az állomás személyzetének hozzájárulásával a sziget élelmiszerkészletének felét az Ayeshára szállították, majd a gőzbárkával kivontatták a lagúnából még aznap este.
A szkúnerrel a szumátrai Padangba hajóztak, ahol december 14-én a holland Lynx romboló kísérte be őket a kikötőbe és ahol csak Hollandia semlegességét figyelembe vevő szigorú szabályok mellett maradhattak. Tartva attól, hogy az Ayeshát lefoglalják a holland hatóságok, von Mücke az éjjel elhagyta a kikötőt és a szintén Padangban horgonyzó német Choising kereskedelmi hajóval korábban megegyezett találkozási pontra hajózott. Itt átszálltak a gőzhajóra és a vitorlásukat elsüllyesztették. A Choising 1915. január 9-én érte el velük az Arab-félszigeten lévő Hodeida városát. Segítség nélkül haladva von Mücke február 6-án csapatával Szanaa városába jutott. A megvendégelések miatt elszenvedett késedelmek után a németek visszatértek Hodeidába, béreltek két 14 méter hosszú arab vitorlást (szambukát) és március 14-én a part mentén északnak hajózva keltek ismét útra. Három nappal később az egyik csónak korallzátonyra futott és elsüllyedt, de mindenki épségben el tudta hagyni. El-Kunfidza elérése után von Mücke egy nagyobb hajót bérelt, amivel El-Liszbe hajóztak tovább, ahol az egyik német tengerész tífuszban elhunyt. A németek szárazföldön Dzsidda felé vonultak török és arab kísérettel és eközben többször meg kellett védeniük magukat a beduinok támadásával szemben, akiket brit ügynökök béreltek fel ellenük. A harcokban két német tengerész veszítette életét és egy harmadik megsebesült, mielőtt a felmentő sereg beérkezett és elkísérte őket Dzsiddába. Egy újabb kibérelt szambuka vitte őket El-Vádzsba, ahova április 29-én érkeztek meg. Innen a Hedzsáz-vasúthoz kísérték őket, amelyen már egyenesen Konstantinápolyba utazhattak és május 23-án lejelentkezhettek az itt tartózkodó Wilhelm Souchon tengernagynál.

## Megfilmesítés

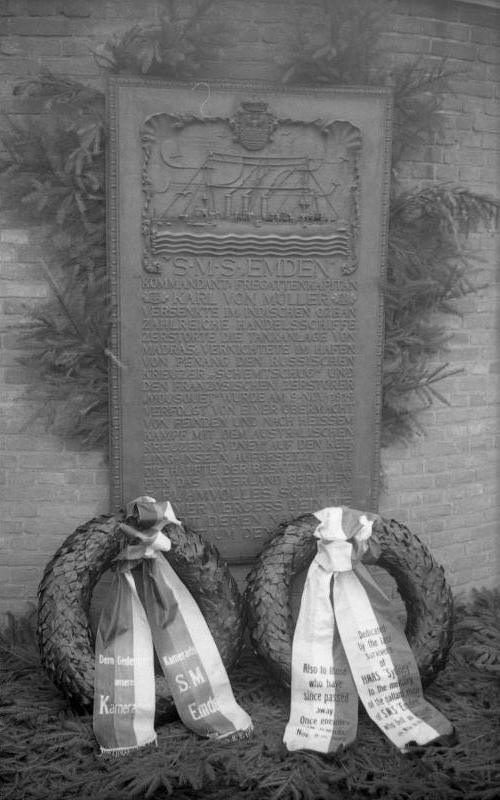
Az Emden emlékműve megkoszorúzva 1965. november 9-én a névadó város temetőjében

- How We Fought the Emden (Ausztrália, 1915) – az Emdenről és a kókusz-szigeteki csatáról még a háború idején készült némafilm.
- Unsere Emden (Németország, 1926) – e némafilm anyagából a témához kapcsolódó későbbi ausztrál, illetve német háború előtti filmek is merítettek. A film nagy siker volt Németországban és Nagy-Britanniában is. Németországban a Weimari köztársaság idejének egyik legnagyobb hatású filmjeként tartják számon.
- The Exploits of the Emden (Ausztrália, 1928) – az Unsere Emden anyagának felhasználásával készült némafilm. Eredetileg a német filmet vették meg Ausztráliában való vetítésre, de hazai fogyasztásra alkalmatlannak ítélték, így megvágták az ausztrál haditengerészet segítségével elkészített felvételekkel megtoldották. Nagy része a későbbiek folyamán elveszett. (részlet a filmből)
- Sea Raider (Ausztrália, 1931) – az előző film rövidített verziója.
- Kreuzer Emden (Németország, 1932)
- Heldentum und Todeskampf unserer Emden (Németország, 1934)
- Die Männer der Emden (Németország, 2012) – Berengar Pfahl német rendező filmje az 50 német tengerész hazatéréséről. A film nagy részét Srí Lankán forgatták. A háromárbocos Ayeshát ebben egy kétárbocos luxusjacht, a Raja Laut helyettesítette. A történelmi eseményeken alapuló történet egy romantikus mellékszálat is kapott. A film – a kor szellemének megfelelő – pacifista üzenetű, fiktív befejezést kapott: a főhős német tengerész a történet végén dezertál és kedvesével Svédországba távozik.

## Függelék

### Glossop kapitány jelentése
„ Az admiralitás titkárságának
Glossop kapitány jelentése
 H. M. A. S. "Sydney", Colombo, 1914. november 15.
Uram,
az a megtiszteltetés ért, hogy jelenthetem, míközben a Silver kapitány, H. M. A. S. "Melbourne", vezette konvojt kísértem. November 9-ikén d. e. 6.30-kor, hétfőn, egy Kókusz-szigetekről érkező rádióüzenet volt hallható, mely egy a kikötő bejárata előtt felbukkant idegen hadihajóról adott hírt.
 D. e. 7.00-kor parancsot kaptam a gőznyomás teljes sebesség eléréséhez való fokozására és e hely megközelítésére. A sebességemet 20 csomóra fokoztam és de. 9.15-kor megpillantottam a szárazföldet, csaknem rögtön ezt követően egy hajó füstjét is, mely az irányomba nagy sebességgel kihajózó H. I. G. M. S. "Emden"-től származónak bizonyult. D. e. 9.40-kor kezdődött a tűzharc, ő adta le az első lövést. Akkora távolságot tartottam amekkorát csak tudtam az ágyúim nyújtotta előny fenntartásához. Az elején nagyon pontos és gyors volt a tüze, de nagyon gyorsan gyengülni kezdett és a hajónk legénységében okozott veszteségeket csaknem azonnal érte el. Először az elülső kéménye lett ellőve, másodszorra az előárbóca és a hátsó részén erős lángok keletkeztek, majd a második kéménye, végül a harmadik kéménye lett ellőve és láttam, ahogy az Északi-Keeling-sziget partja felé veszi az irányt, ahol d. e. 11.20-kor partra futott. Két további sortüzet leadtam rá és hátrahagytam egy az ütközet közben feltűnt kereskedelmi hajó üldözése végett.
2. Habár időnként lett volna lehetőségem tüzet nyitni erre a kereskedelmi hajóra az ütközet során, nem adtam le rá lövést és ahogy gyorsan eltávolodott, üldözőbe vettem és 12.10-kor beértem, lövést leadva az orra elé és a nemzetközi jelzésekkel megállásra szólítottam fel, aminek engedelmeskedett. Küldtem hozzá egy felfegyverzett csónakot és kiderült, hogy az S. S. "Buresk" az, egy elfogott brit szénszállító 18 fős kínai személyzettel, 1 angol hajósinassal, 1 norvég szakáccsal és egy 3 tisztből, 1 altisztből és 12 legénységi állományú tengerészből álló német zsákmányszemélyzettel a fedélzetén. A hajó sajnos már süllyedőben volt, a Kingston szelepet kiütötték és megrongálták, hogy ne lehessen megjavítani, ezért én mindenkit a fedélzetre vettem, leadtam négy lövést rá és visszatértem az "Emden"-hez. Közben elhaladtam vízben úszó emberek mellett, akiknek hátrahagytam azt a két csónakot, melyeket a "Buresk"-tól vontattam el.
3. Visszatérve az "Emden"-hez azt lehetett tapasztalni, hogy a lobogója még felvont állapotban volt a főárbócon. Nemzetközi jelzésekkel a következő kérdést tettem fel: "Meg fogja adni magát?" és erre a következő morze-jelzést kaptam válaszul: "Mi a jelzés? Nincsenek jelzőkönyveim." Ezután a "Megadja magát?" majd a  "Vette a jelzésemet?" morze-jeleket küldtem el és egyikre sem kaptam választ. A fedélzeten lévő német tisztek azt mondták nekem, hogy a parancsnokuk soha nem fogja megadni magát és ezért, még ha kelletlenül is, d. u. 4.30-kor ismét tüzet nyittattam rá, beszüntetve azt 4.35-kor, miután fehér zászlókat mutatott fel és egy [az árbócra] felküldött ember révén bevonták a hadilobogót.
4. Ezután otthagytam az "Emden"-t és felvettem a "Buresk" két csónakját, kimentettem két tengerészt (d. u. 5 órakor), akik egész nap a vízben voltak. Visszatértem az "Emden"-hez és egy a "Buresk"-re átküldött zsákmányszemélyzetével ellátott csónakot küldtem hozzá egy 1 tiszttel és azzal az üzenettel, hogy másnap reggel vissza fogok térni hozzájuk a megsegítésükre. Ezt kellett tennem, mivel meg akartam tudni a Direction-szigeten lévő kábel- és rádióállomás állapotát. Útközben oda ismét késedelmet okozott egy vízben lévő tengerész kimentése (d. u. 6.30-kor) és mire ismét készen álltam a Direction-sziget megközelítésére már túl késő volt.
5. Egész éjjel a Direction-sziget előtt cirkáltam és november 10-ikén d. e. 8.0-kor a vele való kommunikáció révén megtudtam, hogy az "Emden" 3 tisztből és 40 főnyi legénységből álló, 1 gőzbárkával és 2 kutterrel érkezett partraszálló egysége elkobzott és ellátmánnyal felszerelt egy 70 tonnás szkúnert, (az "Ayesha"-t) 2-2 hevedernyi lőszerrel ellátott 4 Maxim-géppuskával felfegyverkezve. Ők előző éjjel hat órakor [sic!] elhagyták a szigetet. A rádióállomást teljesen elpusztították, 1 kábelt elvágtak, 1 kábelt megrongáltak, 1 kábel pedig érintetlen maradt. A szigetről elkértem 1 doktort és 2 asszisztenst, és amilyen gyorsan csak tudtam az "Emden" segítségére mentem.
6. Küldtem egy tisztet a fedélzetére, hogy találkozzon annak parancsnokával és tekintettel a hadifoglyok és sebesültek nagy számára és e hajó szűkös elhelyezési lehetőségeire, stb. illetve azon abszolút lehetetlenségre, hogy azon a helyen hagyjam őket ahol vannak, a német parancsnok beleegyezett abba, hogy ha az összes tisztjét, emberét és sebesültjét felveszem, „akkor arra az időre, míg a "Sydney" fedélzetén tartózkodnak, nem okoznak zavart a hajón vagy annak felszerelésében és betartják a hajón tartott fegyelmet.” Erre fel azonnal hozzákezdtem az áthajózásukhoz, ami nagyon nehéz műveletnek bizonyult, mert a hajó a sziget időjárásnak kitett oldalán volt és nagyon nehéz volt mellé beállni. Az "Emden" fedélzetén leírhatatlan állapotok voltak. Az utolsó transzport d. u. 5.0-kor érkezett át, majd megkerülve a szélvédett oldalán további 20 embert vettem fel, akik ki tudtak úszni a partról a hajóra.
7. A sötétség még azelőtt beállt, hogy ezt el tudtuk volna végezni, ezért a hajó ismét fel-alá cirkált egész éjjel és a kimentési művelet november 11-én d. e. 5.0-kor folytatódott. Egy kutter személyzetének hordágyakkal kellett partra mennie, hogy a sebesülteket a behajózási ponthoz szállítsa. Egy német tiszt, egy doktor, előző nap életét veszítette a parton. A hajó időközben átment a Direction-szigetre, hogy visszaszállítsa a helyi doktort és asszisztenseit és hogy küldjön kábeleket, majd d. e. 10 órakor ismét visszatért. A sebesültek maradékát behajózták és november 11-ikén, szerdán d. e. 10.35-re elindult Colombo felé.
8. A "Sydney" fedélzetén az összes emberveszteség: 3 halott, 1 súlyos sebesült (azóta elhunyt), 4 súlyos sebesült, 4 sebesült, 4 könnyen sérült. Az "Emden" veszteségét csak hozzávetőlegesen tudom megadni a parancsnokának állítására hagyatkozva 7 elesett tisztben és 108 legénységi állományú tengerészben. A fedélzetemre 11 tiszt, 9 altiszt és 191 legénységi állományú került fel, akik közül 3 tiszt és 53 legénységi állományú szerzett sebesüléseket, közülük 1 tiszt és 3 legénységi állományú hunyt el azóta a sebesülései következtében.
9. A "Sydney" hajótestét és felszerelését ért károk meglepően csekélyek voltak; úgy tűnik összesen mintegy 10 találatot kapott. A gépterem, a kazánterem és a kémények teljesen sértetlenek maradtak.
10. Nagy örömmel tölt el, hogy azt jelenthetem, a hajó legénységének tartása minden téren kiváló volt és ez ilyen nagyarányú fiatal legénység és kiképzés alatt álló emberek mellett még inkább örömteli. A hajtóművek nagyszerűen teljesítettek és magasabb értékeket értek el, mint a próbajáratok során. Nem tudok kellő dicsérettel szólni az orvosi stábról és az ezt követő út alatti tevékenységükről, mely során a hajó nem volt más, mint egy a legnyomorúságosabbak közül való kórház.
Megtiszteltetés számomra, Uram, hogy engedelmes szolgád lehetek.
JOHN C. T. GLOSSOP, kapitány.”

### von Müller fregattkapitány jelentése
Az alábbi rész a német jelentés fordítását tartalmazza, mely fellelhető a német hivatalos történetírás lapjain (Krieg zur See, Kampf in den Ausländischen Gewässern II. kötet, 63-82. o.) illetve a Bordgemeinschaft der Emdenfahrer honlapon. E források nem jelölik meg a keletkezés időpontját és helyét.

„Karl von Müller hajóparancsnok jelentése

II. Vilmos császárnak
A Kókusz-szigetek elleni vállalkozás

Ütközet az S. M. S. „Emden” és az ausztrál „Sydney” cirkáló között

Őfelségtek "Emden" hajójának megsemmisítése
A Kókusz-szigetek elleni vállalkozásra a következő okok miatt szántam el magam:
Eltekintve az anyagi kártól, melyet a kábelállomás és a rádióállomás tönkretételével az ellenségnek valamint egyfelől Ausztrália, másfelől Anglia és más országok számára a távíróforgalom átmeneti megnehezítésével okoznánk, a vállalkozáshoz még e további reményeket fűztem:
1. Az Ausztrália felől és oda tartó hajóforgalom nyugtalanítását azáltal, hogy azt a benyomást keltem, mintha az „Emden” a következő időkben az Ausztráliától délre és nyugatra haladó hajózási útvonalak mentén tervezne cirkálni;
2. Legalább azon angol cirkálók egy részének elvonását az indiai vizekről, melyek az „Emden” üldözésében részt vettek.

Az volt a szándékom, hogy a Kókusz-szigetek elleni vállalkozás kivitelezése után Szokotrához hajózom, hogy előbb az Ádeni-öbölben majd ezt követően az Áden-Bombay hajózási útvonalon cirkáljak.
A szénvételezés befejezésével november 6-án este 6 óra körül a következő célt leplezendő ismét a Pagen-szigetektől északra lévő átjárón hajóztunk ki a nyílt tengerre. Ezt követően előbb a Szunda-szoros felé hajóztam, mivel lehetségesnek tartottam, hogy az Indiai-óceánon való elfogás veszélye miatt a kelet-ázsiai hajóútvonalak több hajója is a Szunda-szoroson halad át, hogy aztán a Jóreménység foka körül vezető útvonalat válasszák, és mivel a kínálkozó sikert a Szunda-szoros–Jóreménység foka útvonalnak a Kókusz-szigetekig tartó szakaszán ki akartam használni. November 4. reggelétől 5-ike estéig cirkáltam a Szunda-szoros előtt egészen a Krakatau sziget észlelhetőségi távolságáig, sajnos eredménytelenül, majd a Kókusz-szigetek felé vettem az irányt. Ezen út során sem bukkant fel hajó.
A másodikként elfogott szénszállító, az „Exford” számára kijelölt találkozási helyre – az Északi-Keeling szigettől 30 tengeri mérfölddel északra – az „Emden” november 7-én este 8 óra körül érkezett meg.
Az „Exford”-dal való találkozás után Lauterbach tartalékos tengerészfőhadnagynak kellett átvennie annak parancsnokságát a következő időszakra, Gropius sorhajóhadnagynak pedig vissza kellett térnie az „Emden”-re. Az „Exford” ezután egy Szokotra felé eső találkozási pontra (D 5°, K 83° ?) kellett hogy előrehajózzon és itt kellett várakoznia az „Emden”-re mindaddig, míg az ellátmánya ezt lehetővé tette, majd, amennyiben az „Emden” nem érkezne meg, egy semleges kikötőbe kellett befutnia.
A „Markomannia”-t és más, esetlegesen Simaloertől az Északi-Keeling-szigettől 30 tengeri mérföldre lévő találkozási pontra irányított szénszállítókat egy holland-indiai kikötőbe (Amboina) kellett küldjem, mivel az „Exford” elfogása miatt átmenetileg nem volt rájuk szükség. A „Markomannia” útközben a Nusa Besi-szoros (Timor keleti csücske) felé kellett haladjon és egy odarendelt gőzhajót szintén egy holland kikötőbe kellett irányítania.
Az „Exford”-ot a november 7-ről 8-ra virradó éjjel a fel-alá hajózás ellenére sem találtuk meg, az csak 8-ikán reggel 8 körül tűnt fel. Grotius sorhajóhadnagy jelentette, hogy nem érkezett más szénszállító a találkozási pontra. Miután e hajó parancsnokváltása megtörtént, az „Exford” a fent említett szándéknak megfelelő paranccsal el lett bocsátva.
November 7-én este 6 órát követően lehetett hallani, az eddig egyáltalán nem hallható kókusz-szigeteki rádióállomást óránként ugyanazt az „urgent” (sürgős) szóval felvezetett három tagból álló betűcsoportot leadni, anélkül, hogy erre előbb bárki is válaszolt volna. Először lehetségesnek tartotta, hogy ez egy a közelben elhaladó kereskedelmi hajók számára küldött titkos üzenet lehetett. Napkeltekor ezt a rádióüzenetet NC jelzéssel – mely alatt a „Newcastle” kiscirkálót sejtettük, viszont minden bizonnyal a „Minotaur” nagycirkáló volt az – nyugtázták és a hadihajó illetve a szárazföld között további rádióforgalom volt megfigyelhető. A hadihajó rádiójeleinek erősségéből úgy lehetett megítélni, hogy a távolsága a Kókusz-szigetektől növekszik. November 8-án déli 12 óra körül, mikor ez a rádióforgalom ismét teljesen megszűnt, e hadihajó távolságát az „Emden”-től való távolságát 200 tengeri mérföldre becsültük. Lehetségesnek tartottam, hogy egy a Szunda-szoros felől a fokföldi kolónia irányába tartó hadihajóról lehet szó, mely gyarmaton épp ekkoriban tört ki a de Wet vezette felkelés. Mivel e hadihajó más hadihajóval folytatott rádióforgalma nem volt megfigyelhető, valószínűnek tűnt, hogy nem tartózkodik más hadihajó a közelben.
A november 7-ről 8-ra való éjjel tapasztalt feltűnő rádiójelek miatt, valamint azért, mert az „Exford”-ot nem találtuk meg, a Kókusz-szigetek (Direction-sziget) elleni támadást egy nappal elhalasztottam. Mikor november 8-ikán reggel rádióforgalmat észleltünk egy angol hadihajó és a szárazföldi állomás között, fontolóra vettem, hogy a vállalkozást még egy nappal el kellene-e halasztanom, de ettől eltekintettem, mivel az angol hadihajó másnap reggelre elég messze eltávolodhatott, továbbá tekintettel kellett lennem a szénkészletekre, mivel a Szokotra felé vezető úton csak az Addu-Atollnál (kb. 1500 tengeri mérföldre) számolhattam biztonságos szénvételezési lehetőséggel.
November 8-ikára még a következő tisztcseréket terveztük végrehajtani: Fikentscher és Schall tengerészhadnagyok váltják Schmidt és Gyssling tengerészhadnagyokat a „Buresk” fedélzetén, hogy utóbbi két fő számára, akik nem lehettek jelen Penangnál, ott lehessenek ennél a katonai vállalkozásnál.
Mivel, ha nem is volt ennek nagy esélye, számolnom kellett egy a kábelállomás és rádióállomás védelmére rendelt ellenséges cirkáló jelenlétének eshetőségével a Kókusz-szigeteknél, és hogy ebben az esetben a szénszállítót ne tegyem ki a megsemmisítés vagy akár csak a tűz alá vétel veszélyének, a „Buresk” azt a parancsot kapta, hogy a Déli-Keeling-szigetcsoporttól északra 30 tmf távolságra várakozzon és csak a rádión kapott jelzés után csatlakozzon. Kedvezőbb körülmények mellett ki akartam használni az alkalmat a szénkészletek feltöltéséhez.
Az éjszaka folyamán az „Emden” alacsony sebességgel közelített a Déli-Keeling-szigetcsoport felé. Nyolc kazánja volt felfűtve; harcra kész állapotban; az álkémény a megtévesztés céljából felhúzva. November 9-én reggel 4 óra körül magasabb sebességre kapcsoltunk, de egy időre visszafordultunk egy esőfelhő miatt és mert Port Refuge-nak, a Déli-Keeling-szigetcsoport kikötőhelyének a megközelítése nem tűnt hezitálás nélkül kivitelezhetőnek. Az útirány és a sebesség úgy lett szabályozva, hogy az „Emden” röviddel napfelkelte után, azaz röviddel délelőtt 6 óra után vessen horgonyt Port Refuge-ban.
A szigetcsoportnál nem állomásozott ellenséges hadihajó; kivilágosodás után sem volt látható egyetlen hajó az egész horizonton. A tényállás egészéből azt remélhettem, hogy az „Emden” hosszú órákig zavartalanul horgonyozhat a Keeling-sziget előtt, hogy aztán ismét eltűnhessen. Az ilyen esetekben szokásos módon az árbóckosárban egy megfigyelőállást állítottunk fel azzal a paranccsal, hogy minden irányba erősen kémleljen.
Közvetlenül a lehorgonyzás után a partraszálló egységet kihajóztuk a gőzpinasszéba és a két kutterbe. Az egységhez tartozott az elsőtiszt, v. Mücke sorhajóhadnagy, Schmidt és Gyssling tengerészhadnagyok, 6 altiszt, 38 ember. V. Mücke sorhajóhadnagy parancsot kapott tőlem a rádióállomás és a kábelállomás elpusztítására, amennyiben lehetséges a kábelek elvágásával és elsőként az Ausztráliába tartót, másodikként a Dél-Afrikába tartót, harmadikként a Holland-Indiába tartót. Minden kódot és sürgönyt a fedélzetre kellett hozni. Meghatároztuk a visszatérésre felszólító jelzést. Szóban közöltem v. Mücke sorhajóhadnaggyal, hogy amennyiben a sziget csapatok által megszállva védelmi állapotban lenne, akkor a partraszállástól eltekintenék, a csónakokat visszahívnám és a rádióállomás és a távírólétesítmény lövetésére szorítkoznék, mivel a vállalkozás során a személyi veszteségeket a cirkálóháború további folytatására tekintettel el szeretném kerülni. Az „Emden” rádióállomása parancsot kapott minden a szigetről leadott rádiójel azonnali zavarására.
Mivel Port Refuge-ban a szeneléshez a körülmények megfelelők voltak és nagy közelségben ellenséges hadihajó jelenléte nem volt gyanítható, a csónakok mólóhoz való közeledtekor a „Buresk”-nek rádión azt a parancsot adtam, hogy azonnal csatlakozzon az „Emden”-hez. A „Buresk” nem válaszolt a jeladó készülékénél fellépett meghibásodás miatt. Ebben az esetben az egyeztetetteknek megfelelően háromszor kellett leadni a csatlakozásra felszólító jelzést. A „Buresk” a jelzést vette is. A szigeten lévő rádióállomás erre megkérdezte, melyik kóddal és milyen hajó rádiózott, amire természetesen nem kapott választ. Röviddel rá rádiójeleket kezdett sugározni és a zavarás ellenére sikerült leadnia a „Idegen hajó a bejárat előtt” („Strange ship off entrance”) üzenetet. Rövid ideig hallható volt, ahogy egy hadihajó vagy segédcirkáló, melynek a hívójelével a háború alatt eddig nem találkoztunk, hívja a rádióállomást, de választ már nem kapott, mert a rádióállomást időközben elpusztította a partraszálló egység.
Az ellenállási mérések alapján becsülve az ellenséges hajó távolsága 200-250 tmf volt. A szénvételezési szándékomat ekkor feladtam és az ehhez tett előkészületeket visszavontam. A szárazföld felől robbanótöltetek detonációit lehetett hallani és megfigyelhető volt, ahogy a rádióadó oszlopa eldőlt.
A „Buresk” érkezése délelőtt 10 órára volt várható Port Refuge-ba. A kéményfüstje fél 9 vagy 9 óra körül kellett feltűnjön. A partraszálló egység munkájának elvégzésére két órát számoltunk, így az délelőtt 9 órára ismét a fedélzeten lehetett. Tekintettel az ellenséges hadihajó becsült távolságára nem tartottam szükségesnek a szárazföldi romboló tevékenység megszakítását és a d. e. 10 óra körülire tervezett kihajózást sem tartottam megfontolandónak. A „Buresk” a feltételezettnél hosszabb ideig váratott magára, mivel az éjszaka folyamán az áramlatok jelentős mértékben kitérítették északnyugati irányba.
D. e. 9 óra körül északi irányban egy füstfelhő tűnt fel, melyet a „Buresk”-től származónak tudtunk be. Egy idő után a füstképződés jellege miatt kétségek támadtak afelől, hogy ez valóban a „Buresk” lehet-e, mivel az általában viszonylag füstmentesen közlekedett. A tőle származó erősebb füstképződés azonban lehetséges volt, mivel előző nap a raktárában begyulladt a szén és talán az emiatt megromlott állagú szenet tüzelte el és bizonyosan teljes sebességgel haladt. Annak a lehetősége is fennállt, hogy az egyik Colombo és Ausztrália között közlekedő postahajó volt az, melyek közül az egyik előfordulását – amennyire erre emlékszem, az egyik újságból szerzett hír alapján – ebben a térségben sejtettük. Az árbóckosárból először tévesen azt jelentették, hogy az észlelt hajó egy kéménnyel és két árbóccal rendelkezik.
Miután 9 óra 15 percig a partraszálló egység még nem tett intézkedéseket a visszatéréshez, a következő jelzést adtam le számára: „Munkálatokat felgyorsítani” („Arbeiten beschleunigen”).
Röviddel ezután a „Buresk”-nek vagy egy postahajónak vélt jármű árbócai a magasságuk alapján hadihajóárbócokként lettek azonosítva. Eleinte nem közvetlenül Port Refuge felé tartott, hanem úgy tűnt a szigetcsoportot keleti irányból akarja kikerülni.
A következő események rendkvül gyorsan zajlottak le, mivel az ellenséges hadihajó nagyon nagy sebességgel, 20-25 csomóval közeledett. Én kiadtam az „Összes kazánt felfűteni” parancsot és több alkalommal leadattam a visszatérésre felszólító jelzést a partraszálló egységnek; röviddel rá a „Horgonyt fel”, „Hajót ütközetre felkészíteni”, „Gépeket a teljes sebesség eléréséhez gyorsítani” („Anker lichten“, „Klarschiff zum Gefecht“, „Maschine beschleunigt Dampf auf für Höchstgeschwindigkeit“). Ekkor felismerhetővé vált, hogy az ellenséges hadihajó négy kéménnyel rendelkezik. Az angol „Newcastle” cirkálónak véltük; azonban csak a délután folyamán ismertük fel benne a nagyon hasonló típusú ausztrál „Sydney” cirkálót. Az Ausztráliából Colombóba tartó, ausztrál és új-zélandi csapatokat szállító konvojt kísérte. Arról nem volt tudomásom, hogy ez a konvoj úton volt, és úgy hittem, hogy az ausztrál csapatokat szállító hajók Ausztráliából közvetlenül Ádenbe közlekednek, mely útvonal mintegy 500 tmf távolságra vezet a Kókusz-szigetektől délre.
A csapatszállító flottillához a „Sydney”-n kívül az ausztrál „Melbourne” cirkáló és a japán „Ibuki” páncélos cirkáló tartozott. A „Minotaur” előző nap a szárazföldi rádióállomástól kapott üzenet vételezése után vált ki a kötelékből nagy sebességgel. A csapatszállító flottánál minden egyéb rádióforgalmat kényesen kerültek. A csapatszállító flotta csak 52 tmf távolságnyira volt északra a Kókusz-szigetektől, mikor hallották a szárazföldi állomás „Idegen hajó a bejárat előtt” („Strange ship off entrance“) jelzését. Az „Ibuki” azonnal a Kókusz-szigetek felé vette az irányt, de az angol parancsnok visszatartotta. Az üldözéshez a „Sydney”-t különítette ki és ütközet esetén folyamatosan rádiójelzéseket kellett leadnia. Amennyiben ezek megszakadnának, az „Ibuki” és a „Melbourne” támogatásként követnék.
(Megjegyzés: Ezeket a részleteket később, a „Sydney” fedélzetén illetve a csapatszállító flottánál tudtam meg.)
A partraszálló egység 9 óra 30 körül látott hozzá a csónakokba való behajózáshoz. Az ellenség gyors közeledése miatt azonban lehetetlennek tűnt a partraszálló egységet az ütközet kezdete előtt a fedélzetre venni. Ezért amint a horgonyok fel lettek vonva a „teljes erővel előre” („Äußerste Kraft voraus“) állásba tetettem a gépeket és a hajóval észak-északnyugati irányra álltam, hogy az ütközet kezdetére még tovább javítsam a szélhez viszonyított kedvező helyezkedésünket. Meg kellett próbálnom a tüzérséggel az ellenfélnek olyan károkat okozni, hogy a sebessége jelentős mértékben csökkenjen és ezután a jó kilátással kecsegtető torpedóharcot megkezdhessem. A szélhez viszonyítva a „Sydney” volt a kedvezőtlenebb helyzetben, ami a nagy sebessége mellett csak kevéssé volt hátrányos a számára.
Amint az „Emden” a horgony felvonása után északnyugati irányra állt, az eddig déli irányba hajózó „Sydney” egyenesen az „Emden” felé vette az irányt és 120 hm távolságban úgy kanyarodott, hogy 4 vonásban [45°-ban] metssze az „Emden” irányát. Amint a távolságmérők 90 hm-t mértek, kiadtam a parancsot a tűz megnyitására. Az első, 94 hm távolságra leadott sortűz messze balra, a célon kívül csapódott a vízbe, a második messze a célpont mögött, ezután egy vagy két sortűz rövidre sikeredett, majd az ezt követőek fedték a célpontot. Az időközben megérkező „Buresk” megfigyelése szerint az ütközet első szakaszában a lövedékek szórása csekély volt és a tüzérség jól célzott. Az ütközet kezdete után nem sokkal erős fellángolás volt megfigyelhető a „Sydney” középfedélzetén, amit valószínűleg az egyik találat  következtében meggyulladó kordit okozott.
A „Sydney” röviddel az „Emden” után nyitott tüzet, miután röviddel előtte párhuzamos irányba haladt vele. Először erősen túllőtt az „Emden”-en és egy ideig eltartott, míg belőtte magát. Ennek az oka – mint azt később megtudtam – az volt, hogy az „Emden” második sortüzével két nagyon szerencsés találatot ért el. Egy sajnos fel nem robbanó gránát az elülső távmérőállást találta el, melynek közelében a parancsnok és a navigációs tiszt álltak. A lövedék tönkretette a mérőműszert és kioltotta az őt kezelő altiszt életét. Egy másik gránát a hátsó tűzvezetőközpontnál robbant és megsebesítette a hozzá tartozó személyzet összes tagját, közte egy tisztet is.
Pár perccel a tűz megnyitását követően „2 vonással jobbra” („2 Strich Backbord”) parancsot adtam ki, hogy a 10,5 cm-es ágyúk lövedékeinek számára hatékonyabb távolságra kerüljek az ellenséghez és hogy a „Sydney” számára megnehezítsem a célratartást.
Amint a „Sydney” belőtte magát, az „Emden”-en zavarok léptek fel és ezek gyorsan szaporodtak, így hamar az a benyomás támadt bennem, hogy a „Sydney” megszerezte a tüzérségi fölényt. Az, hogy a „Sydney” tüzérsége már hamar fölénybe került az „Emden”-ével szemben annak ellenére, hogy utóbbi érte el az első találatokat és az ütközet első szakaszában a nagy tűzgyorsaság mellett pontosan célzott, a következő okokra vezethető vissza:
1. Az angol 15 cm-es gránát robbanóereje jelentősen nagyobb a 10,5 cm-esénél.
2. A „Sydney” hajóteste és tüzérsége jobban volt védve (oldalpáncélzat, nagyobb és erősebb lövegpajzsok, az „Emden” oldalsortüzének két lövege nem rendelkezett lövegpajzsokkal)
3. Az „Emden” lőszerfelvonói könnyen sebezhetőek voltak; különösen a hamuaknákat  ért repeszdarabok okozta károsodások tették őket használhatatlanná.
4. A távolság, melyről főleg az elején vívni kellett az ütközetet, a 10,5 cm-es lövegek hatékony használatának felső határán volt. A 15 cm-es lövegek találati esélye nagy és közepes távolságokból nagyobb, mint a 10,5 cm-eseké.
5. A 200 tonnával nagyobb vízkiszorítású „Sydney” a hullámzásban nyugodtabban állt mint az „Emden”, ami szintén befolyással volt a találat elérésének képességére.

Röviddel azután, hogy a „Sydney” belőtte magát, egy gránáttal kiiktatta a rádiószobát. Röviddel rá egy a hajóorron a parancsnoki torony előtt robbanó gránát az I. löveg kezelőszemélyzetének nagy részét valamint a parancsnoki torony szélvédett oldalán lévő legénység egy részét harcképtelenné tette. Ezt követően meghibásodott a tüzérség elektromos parancstovábbító rendszere, így a lövegeknek az összes parancsot a szócsöveken (Sprachrohr) keresztül kellett továbbítani, ami az ütközet zajában nehéz feladatnak bizonyult és ami a tűzgyorsaságra és valószínűleg a sortüzek szórására hátrányos hatással volt. A parancsnoki toronyban a kormánykerék és a kormányzást szolgáló telegráf egyszerre romlott el; az I-es részlegből irányították a hajót, a parancsok oda szócsövön jutottak el. A parancsnoki állásba jelentés érkezett, miszerint az elülső kémény eldőlt a bal oldalra és az egy helyről, valószínűleg a hátsó felépítményről érkezett egy jelentés, hogy az ottani löveg nem kap elegendő lőszert.
Az ellenséghez való közelebbkerüléshez és a tűzvezetésének a célratartást megnehezítendő nagyjából 15 perccel az ütközet megkezdése után újabb „2 vonás jobbra” parancsot adtam ki, azonban még kivitelezése előtt „1 vonás jobbra” parancsra módosítottam, mivel a „Sydney” a gyorsasági előnyének köszönhetően már túlságosan előrébb helyezkedett, olyannyira hogy nagyobb mértékű kanyarodás esetén a hátulsó lövegek nem tudtak volna rá tüzelni. Az egyik a parancsnoki állás közelében felrobbanó gránát repesze a tüzértisztet, Gaede sorhajóhadnagyot közvetlenül a szeme mellett, a manővertisztként (Manövrieroffizier) egyidejűleg is szolgáló torpedótiszt, Witthoeft tengerészfőhadnagy az állán sérült meg, a gépek telegráfjának kezelője, Tietz matróz és egy tüzérségi parancsközvetítő, Hartmann főtüzér-technikus (Ober-Artillerie-Mechanikersgast) könnyen sérültek. Utóbbi két személynek el kellett hagynia a parancsnoki állást.
Mintegy 20 perccel az ütközet kezdete után az I-es részlegtől a következő jelentés érkezett: „Kormánymeghajtás meghibásodott”. Hogy mi okozta a kormánymeghajtás kiesését, azt ezidáig nem sikerült megállapítanom. A „kézi kormányműt legénységgel ellátni” („Handruder besetzen”) parancsra a navigációs tiszt, Gropius sorhajóhadnagy és az ütközet kormányosa (Gefechtsrudergänger) Büsing főmatróz hátra mentek, hogy a hátulsó jelzőállás személyzetével működésbe hozzák a kézi kormányművet. Miután ez a személyzet már kiesett, az elülső jelzőállás személyzete harcból még ki nem esett része szintén a hátsó felépítményre vonult. Azonban a kézi kormánymű sem volt már megmozdítható, nyilvánvalóan azért, mert a rudazata egy találat következtében megszorult. Valószínűleg röviddel ezelőtt történt, hogy a IV. löveg készenléti lőszerét egy találat felrobbantotta, ami több más között egy különösen heves tüzet okozott a hátsó felépítmény alatt és ami a navigációs tiszt és a jelzőszemélyzet számára az I-es részleghez való előrejutást lehetetlenné tette. Gropius sorhajóhadnagy jelentette nekem, hogy a kézi kormánymű is használhatatlanná vált, majd ismét hátrament és az V. löveg kezelésében vett részt. Később egy a hátsó felépítményen vagy az alatt robbanó gránát légnyomása őt több más tengerésszel együtt letaszította a fedélzetről.
Időközben a hajó a kormánymeghajtás meghibásodása miatt 8 vonásnyival [90°-kal] jobbra kanyarodott el; a további kanyarodást ennek megfelelő csavarfordulatszámmal előztük meg. Mivel a jobb oldali lövegek tüze már jelentősen gyengébb volt, nem fordultam vissza, hanem hagytam, hogy a bal oldal vívjon kanyarodó harcot (Kreisgefecht). Innentől kezdve a hajó kormányzását a hajócsavarokkal oldottuk meg. Az ütközet ezen szakaszában estek ki a harcból a távolságmérő műszerek. Hamarosan a bal oldali lövegek tüze is nagyon gyengévé vált, valószínűleg a lőszerhiány és a kezelő- illetve lőszerraktár-személyzetek veszteségei miatt. A távolságórát (E-Uhr) kezelő tisztet, Zimmermann tengerészhadnagyot és a parancsközvetítőt, von Risse tűzszerész-altisztet a lövegekhez küldtem, mivel a parancsnoki állásban már nem volt rájuk szükség. Az ütközet további szakaszában mindketten elestek. A torpedókamrából az a jelentés érkezett, hogy a torpedólégpumpa (Torpedoluftpumpe) már nem ad levegőt.
Még ha annak esélye, hogy a torpedók hatótávolságán belülre kerüljünk az ellenséghez rendkívül csekély is volt, nem akartam – kiváltképp mert a tüzérségi harcban az „Emden” számára kedvezőtlen fordulat állt be – a torpedótámadásra tett próbálkozásról lemondani és a hajóval balra fordultam az ellenség felé. A távolság 45 hm-ig csökkent, mikor is a „Sydney” egy célt tévesztő torpedó kilövése után (mint ahogy azt én később megtudtam), élesen jobbra fordult és nagy sebességgel kitért az „Emden” elől.
Az „Emden” lövegeinek tüze időközben még ritkábbá vált. A tüzértiszt, Gaede sorhajóhadnagy, aki az „Emden” tüzének vezetését egyre nehezebb körülmények közepette is nyugodtan végezte, most engedélyt kért tőlem, hogy a lövegekhez mehessen, hogy felmérje a viszonyokat és azt tanácsolta, hogy én a távolságokat továbbra is közöljem. Ezzel egyet értettem. Gaede sorhajóhadnagy ezután a még harcképes lövegkezelőket két illetőleg hamarosan egy lövegnél vonta össze. Itt súlyos sérülést szenvedett és röviddel az ütközet vége után eltávozott az élők sorából.
A tüzérségi parancsközlés már csak erősen hiányosan működött, mivel a szócsövek megsérültek. A felső hidat szétlőtték, a középső és a hátsó kémény elborult és az előárbóc az árbóckosárban lévő a tüzérségi segédmegfigyelőként szolgáló adjutánssal, v. Guérard tengerészhadnaggyal és Metzing jelzőaltiszttel dőlt a vízbe.
Miután a „Sydney” egy torpedó kilövése után elkanyarodott, egy második kísérletet is akartam tenni a torpedók hatótávolságán belülre kerülve az ellenséghez. Elsőre nem sikerült a „jobboldali hajtóművet leálltani” parancsot a központon keresztül eljuttatni a jobboldali hajtóműhöz. Ezért a parancsközvetítőt, Werner matrózt kétszer a fedélzeten át a gépterem tetőnyilásához küldtem, hogy a szükséges parancsokat kiáltsa le. Egy idő után ismét sikerült, még ha némi időveszteséggel is, parancsokat a jobboldali hajtóműhöz eljuttatni a központon és a baloldali gépházon keresztül.
A „mindent, amit a gépek tudnak” („Alles was die Maschinen leisten können”) parancsot adtam ki. Azonban e második próbálkozás során sem engedte az ellenfél, hogy 50-55 hm-nél közelebbre megközelítsék. A hajtóművek valószínűleg a kémények ellövése, a tűzajtók gáz- és füstképződés veszélye okán való kinyitása valamint egy vagy két kazán ütkezet alatti kiesése miatt csak 115-120 fordulatra voltak képesek, ami 19,5 csomós sebességnek felelt meg.
Mivel időközben az „Emden” tüzérsége teljesen beszüntette a harcot, a jobboldali hajtóművet leállíttattam. Röviddel rá a torpedókamrából jelentették, hogy egy víz alatti találat okozta lék miatt a termet el kellett hagyni. Mivel nem volt már lehetőségem kárt tenni az ellenségben, elhatároztam, hogy az erősen szétlőtt és több helyütt lángokban álló hajót az Északi-Keeling-sziget szél felőli oldalán a hullámverte sziklazátonyra futtatom, hogy ott teljesen megsemmisítsem és a legénység túlélőit ne áldozzam fel haszontalanul.
Röviddel a d. e. 11 óra 15-kori partrafutás előtt mindkét hajtóművet leállíttattam, majd közvetlenül a felfutás után még egyszer kiadtam a „teljes gőzzel előre” („Äußerste Kraft voraus“) parancsot, hogy a hajót minél inkább felfuttassam a zátonyra. Ezután parancsot adtam az összes kazán tüzének kioltására és az összes gépterem és kazánterem elárasztására. Mivel a „Sydney” még folytatta a tüzelést, a fedélzeten lévő és oda feljövő embereknek engedélyt adtam a hajó elhagyására a következő felszólítással: „Aki akar, elhagyhatja a fedélzetet és a szigetre átúszva mentheti magát.” („Wer will, kann über Bord springen und sich durch Schwimmen auf die Insel retten.”)
Mikor az „Emden” a második torpedókilövési próbálkozását kilátástalannak ítélve feladta, a „Sydney” szintén jobbra kanyarodott el és az „Emden”-t követve, párhuzamosan haladva vívott vele tűzharcot északnyugati irányba tartva. A „Sydney” parancsnoka – mint ahogy azt később tőle megtudtam – meg akarta akadályozni az „Emden” partra futtatását. A „Sydney” balra kanyarodott, teljes kört írt le, percekkel az „Emden” partot érését követően (d. e. 11 óra 20) beszüntette a tüzelést és a „Buresk” üldözésére indult.
Mint ahogy azt a „Sydney” fedélzetén és újságok alapján megtudtuk, a „Sydney”, melynek embervesztesége 4 halottat és 17 [sic!] sebesültet tett ki, mintegy 16 találatot kapott:
1. A második sortűz egyik fel nem robbant gránátja eltalálta az elülső tűzvezető központ távmérőjét.
2. Ezzel egyidőben egy gránát a hátulsó tűzvezető központnál robbant és megsebesített minden hozzá tartozó embert, köztük egy tisztet.
3. Egy gránát a jobb oldali 2. löveg (tűzvédett [nem harcoló oldal]) közelében robbant és annak összes kezelőjét harcképtelenné tette.
4. Egy gránát súrolta a jobb oldali 1. löveg felső peremét.
5. Egy gránát begyújtotta a korditot a középfedelzéten.
6. Egy gránát a „the boy’s mess deck” fedélzeten robbant.
7. Három találat érte az övpáncélt.
8. Találat a hajóorron.
9. Találat az egyik jobb oldalon elhelyezett mentőcsónakon.
10. Találat a lövegfedélzeten álló jéggép (Eismaschine) gőzvezetékén.
11. Találat az I. tiszt kabinjában.
12. Találat egy szellőztetőaknát átütve a csónakfedélzeten, valamivel a III. löveg mögött.
13. Találat az egyik lőszerfelvonó aknában, aminek következtében lángoló kordit esett a lőszerkamrába, amit azonban egy másik lőszerkamrához tartozó személy lélekjelenlétének köszönhetően eltávolított és eloltott.
14. Találat a főárbóc elülső peremén.

A „Buresk”-et november 8-9. éjszakáján az áramlatok mintegy 12 tmf-nyire elsodorták északnyugati irányba. Miután megkapta az „Emden”-hez való csatlakozásra felszólító parancsot, a legnagyobb gőzzel déli irányt vett fel. D. e. 8 óra 30-kor, mikor a „Buresk” mintegy 5 tengeri mérföldnyire északra volt az Északi-Keeling-szigettől, keleti irányban erős füstképződést észlelt, amit először egy kereskedelmi hajótól származónak vélt. Csak később ismerte fel, hogy az egy hadihajó, mely azonban nem a Déli-Keeling-sziget felé tart, hanem azt nyugatra hagyva kerüli. 9 óra 30-kor a „Buresk” mintegy 5 tengeri mérföldre délkeletre volt az Északi-Keeling-szigettől, mikor a felvont csúcszászlójú „Emden”-t megpillantotta és mikor felismerte, hogy a korábban látott hajó az „Emden” irányába fordul. A „Buresk” alacsony sebességre lassított, később északi irányra váltott, hogy az ütközet végét kivárja. Amint később kiderült, hogy az ütközet előreláthatólag az „Emden” számára kedvezőtlen lefolyású lesz, a „Buresk” északnyugati irányt felvéve igyekezett elmenekülni. D. e. 11 óra 50-kor megfigyelték, hogy a „Sydney” üldözőbe vette a „Buresk”-et. Mivel az elmenekülés kilátástalannak tűnt, Klöpper sorhajóhadnagy elrendelte a hajó elsüllyesztéshez való felkészítését. D. u. 1 óra körül a „Sydney” a „megállni” jelzést adta le, mire a hajó megállt és a gépterem szelepeit megnyitották. A kézi fegyvereket a vízbe dobták, a titkos iratokat elégették és a rádióberendezéseket tönkretették. Időközben két csónakot készítettek elő a kínai fűtők és a személyzet többi tagjának kimentésére és élelemmel látták el őket arra az esetre, ha a „Sydney” megtagadná a hajó legénységének felvételét. Míg a „Buresk” álló helyzetben volt, a „Sydney” egy föléje célzott éles lövést adott le, mire a „Sydney”-nek a következő morze-jelzást adták le: „Angolok vannak a fedélzeten.” (A „Buresk” korábbi személyzetéből az inas és a szakács.) A „Sydney” így válaszolt: „Vonja be a zászlót”, mire az el lett süllyesztve. Nagyjából egy fél óra múlva egy kutter érkezett két tiszttel és egy nagyjából 10 matrózból álló zsákmányszemélyzettel. A zsákmánytiszt azt követelte, hogy a „Buresk” az „Emden” legénységének felvételéhez kövesse [a „Sydney”-t], mire azt a választ kapta, hogy a kazánokat kioltották és a hajó süllyedő állapotban van. A „Buresk” személyzete erre parancsba kapta, hogy a saját csónakjaiban a „Sydney”-hez hajózzon. A „Sydney” a „Buresk” személyzetének felvétele után a két csónakot vontába vette és alacsony sebességgel az Északi-Keeling-sziget felé hajózott.
Időközben az „Emden” gép- és kazántermei valamint a tűzveszélyre való tekintettel a lőszerkamrái is el lettek árasztva, a lövegek és a torpedó-célzóberendezések a vízbe dobva használhatatlanná lettek téve, számos titkos eszköz, amennyiben nem lett még elégetve, meg lett semmisítve. A torpedókamra a víz alatti találat okozta léken keresztül megtelt vízzel. A tomboló lángok, amennyire lehetséges volt, meg lettek fékezve. A sebesülteket Dr. Luther törzsorvos látta el; a súlyos sérülteket mind a hajóorra vitték. A partrafutás után kiadott engedélyemnek megfelelően többen leugrottak a fedélzetről és a hullámverésen át elérték a mintegy 100 m távolságban lévő partot; valószínűleg eközben sajnos néhányan megfulladtak, néhányukat visszahúzták a fedélzetre, miután a „Sydney” beszüntette a tüzelést.
Ezután kísérlet lett téve egy kifeszített kötél összeköttetés létesítésére a parttal, hogy egy ülőhellyel ellátott mentőöv (Hosenboje) jellegű eszköz segítségével a fedélzeten lévőket valamint az ellátmányt és az ivóvizet a szigetre lehessen juttatni. Azonban az aznapi és másnapi e célból tett számos erőfeszítés nem járt sikerrel, mivel az oldalról érkező áramlat az úszótestet nem sodorta ki a partra és mert a kötél rendszeresen beakadt a korallokba és elszakadt.
Délután 4 óra körül a „Sydney” nyugati irányból érkezve ismét felbukkant. Mivel két csónakot vontatott, feltételeztük, hogy a túlélőket akarja felvenni. Viszonylag nagy távolságra az „Emden”-től a csónakokat elengedve a „Sydney” 40 hm távolságra elhaladt az „Emden” tatja mögött. Mivel nemzetközi zászlójelzéseket vont fel, jelzőkaros jelzésekkel a következő üzenetet morzéztattam át: „Nincs jelzőkönyv”; utóbbi ugyanis el lett égetve. Amint a „Sydney” elhaladt a tat mögött és az „Emden” jobb felén, hátul helyezkedett, váratlanul ismét tüzet nyitott és több sortüzet leadott, amivel többek életét kioltotta vagy sebesülését okozta és újabb tüzeket okozott. Ismét kiadtam a korábbi engedélyt: „Aki úszni tud és szándékában áll, az hagyja el a fedélzetet”, mivel nem tudtam mennyi ideig kívánja folytatni a „Sydney” a lövetést és mert ez az egyetlen menekülési lehetőség adódott. Néhányan leugrottak a fedélzetről, néhányan elérték a szigetet, néhányan sajnos vízbe fulladtak a próbálkozás során, köztük a serény Pyttlik torpedógépész is; egyeseket utána ismét visszahúztak a fedélzetre. Mivel az „Emden” nem volt már harcképes hajó, hanem egy korallzátonyon lévő menthetetlen roncs, a legénység maradékának átadása jeléül egy fehér zászlót mutattattam fel és ezzel egyidőben a még a főárbóc csúcsán lengő hadilobogót bevonattam és elégettettem, mire a „Sydney” is felhagyott a tüzeléssel.
A „Sydney” parancsnoka, Glossop kapitány később a lövetéssel kapcsolatban a következő magyarázatot adta: Az „Emden” által leadott „nincs jelzőkönyv” morze-jelre reagálva kétszer is feltette morze-jelzésekkel a kérdést: „Megadja magát?” („Do you surrender?”), mely jelzést az „Emden”-ről nem láttak vagy nem értettek, és mivel nem érkezett válasz, azonban a hadilobogó még fent volt a főárbócon, miközben fehér zászlót nem lehetett látni, úgy hitte, az „Emden” még folytatni kívánja a harcot és ezért adta ki a parancsot a tüzelésre. Ez a magyarázat nem tekinthető nagyon helytállónak, figyelembe véve hogy az „Emden” az ütközet utolsó szakaszában már nem adott le lövést, roncsként nyugodott a zátonyon és a „nincs jelzőkönyv” jelzéssel hajlandónak mutatkozott a tárgyalásra. Azt mondhatom, hogy a helyében nem így jártam volna el, hanem csónakot, esetleg egy parlamenter-zászlóval ellátva küldtem volna oda az „Emden”-hez. Az volt a benyomásom, hogy az ügy Glossop kapitány számára utólag nagyon kínos volt és a cselekedet mellett jobbára az elsőtisztje hatására döntött.
A lövetés után a „Sydney” visszahajózott a szabadjára eresztett csónakokhoz és az egyiket a „Buresk” zsákmánylegénységének tagjaival Fikentscher tengerészhadnagy vezetésével azzal az üzenettel küldte az „Emden”-hez, hogy a „Sydney”-nek előbb meg kell bizonyosodnia arról, mi történt a Déli-Keeling-szigeteken (A Direction-szigeten) és azt követően vissza fog térni, hogy kimenekítse a túlélőket. Az aznapi és másnapi kedvező időben a csónakok – még ha némi nehézséggel is – de ki tudtak kötni az „Emden” tatjánál.
Nem tartottam teljesen biztosnak, hogy a „Sydney” vissza fog térni, mivel úgy véltem v. Mücke sorhajóhadnagy a partraszálló egységgel védelmezni fogja a Direction-szigetet és a közeledő angol csónakoknak meleg fogadtatást készít elő. Az is kétséges volt, hogy a következő napon a csónakok számára lehetséges lesz-e a megközelítés. Emiatt a parttal való összeköttetés létesítésére tett erőfeszítéseket folytattuk, de mint már említettem, eredmény nélkül.
November 10-én d. u. 1 óra körül a „Sydney” visszatért és két csónakot küldött egy tiszttel az „Emden”-hez azzal az üzenettel, hogy a „Sydney” parancsnoka kész az „Emden” legénységének túlélőit a hajója fedélzetére venni és az Északi-Keeling-szigeten tartózkodókat is kimenteni, amennyiben a szavamat adom, hogy az „Emden” legénységének egyetlen tagja sem fog ellenséges cselekedetet végrehajtani a „Sydney” fedélzetén. Erre ígéretet tettem. A hullámzás miatt az áthajózás természetszerűleg nehézkes volt, de viszonylag simán ment. Először a sebesültek, majd az épek lettek áthajózva. Utolsóként hagytam el az „Emden” fedélzetét, miután néhány tiszt, altiszt és a legénység néhány tagjának segítségével a hajó orr-részének középső fedélzetét terpentin és olaj szétöntözése után, melyekből sajnos csak csekély mennyiségek álltak rendelkezésre, lángra gyújtottam. A hajó még másnap reggel is égett. Az a reményem azonban nem teljesült, hogy ezáltal a hajó gyorsan és teljesen megsemmisüljön. A „Sydney” parancsnoka értem a saját parancsnoki csónakját küldte el, holott én egy korábbi erre vonatkozó értesítésre kifejezetten kértem, hogy ettől tekintsen el.
A szigeten tartózkodók kimentéséhez csak másnap láttak hozzá, mivel időközben besötétedett. Az áthajózás előkészületeihez már november 10-én este a partra küldték Schall tengerészhadnagyot, aki éjszakára a szigeten maradt. A szigetre átúszott Dr. Schwabe segédorvos az éjszaka során a sérülései következtében elhunyt.
Az „Emden” tatja november 10-én tovább süllyedt, úgy hogy a víz a felső fedélzettől már 1 méterre volt. Másnap reggel megfigyelhető volt, ahogy a hullámverés már időnként átcsapott a felső fedélzeten. A hajó hosszának kétharmad része felült a zátonyra. A tat mozgása és rázkódása a hullámzásban olyan erős volt, hogy úgy tűnt, mintha a hajónak már rövid időn belül szét kellene esnie. A hajótest hosszanti szilárdsága azonban olyan jó minőségű volt, hogy ez csak hosszú idő elteltével történt meg.
A „Sydney” november 11-én az Északi-Keeling-szigeten lévő altisztek és legénységi állományúak áthajózása után Colombo felé hajózott. A hadifoglyokkal való bánásmód a „Sydney” fedélzetén jó volt, külön elismerést érdemlő volt az a gondosság, amiben a sebesülteket részesítették. Sajnos a „Sydney” fedélzetén Stoffers tengerészmérnök, egy altiszt és két legénységi állományú belehalt a sérüléseibe. A neveiket jelenleg nem tudom közölni.
November 13-án a könnyű sérülteket és a sértetlenek egy részét áthajózták az „Empress of Russia” segédcirkálóra, hogy a „Sydney”-n helyeket szabadítsanak fel. November 15-én a „Sydney” befutott Colombóba, ahol az összes sérültet a helyi kórházakba szállították, az „Emden” legénységének többi részét a Máltára való áthelyezéshez a csapatszállító flotta különböző gőzhajóin osztották szét.
Az ütközet ideje alatt az „Emden” fedélzetén lévők közül:
a)	elesett, megfulladt vagy a sérüléseibe az ütközet után belehalt: 7 tiszt, 1 számvivőtiszt, 4 fedélzeti tiszt, 25 altiszt, 92 legénységi állományú tengerész, 1 polgári szakács, 1 borbély, 3 kínai (mint mosószemélyzet tartózkodtak a fedélzeten);
b) súlyosan sérült: 1 fedélzeti tiszt, 3 altiszt, 17 legénységi állományú tengerész;
c) könnyű sérült: 2 tiszt, 2 fedélzeti tiszt, 9 altiszt, 31 legénységi állományú tengerész;
d) sértetlen: 6 tiszt, 5 fedélzeti tiszt, 39 altiszt, 67 legénységi állományú tengerész.
Különösen nagyok voltak a veszteségek a lövegkezelők és a lőszerraktárak személyzete között.
Azt hiszem kijelenthető, hogy ebben az ütközetben is, mely sajnos Őfelségtek „Emden” könnyűcirkálójának elvesztéséhez vezetett, az összes alám rendelt tiszt, fedélzeti tiszt és a legénység összes tagja megtette a kötelességét.
Az „Emden” három hónapig tartó cirkálása során a gépek 10 millió fordulatot tettek meg, ami 30.000 megtett tengeri mérföldnek felel meg. A gépkezelő- és fűtőszemélyzetek jó teljesítménye, amit Ellerbrok tengerész-fómérnök szakszerű vezetése következtében, segítve a fő gépekért felelős Stoffers tengerészmérnök, a segédgépekért felelős Andresen tengerészmérnök és a kazánokért felelős Haas tengerészmérnök által, a cirkálások során nem léptek fel súlyos zavarok és kisebb zavarok is csak nagyon csekély számban történtek. Alássan kérem, hogy az „Emden” személyzetének hazatérését követően amint a szükséges iratok a rendelkezésemre állnak, azokat a tiszteket, fedélzeti tiszteket, altiszteket és legénységi állományúakat megnevezhessem, akik az „Emden” cirkálása során és a végső harc során különösen kitüntették magukat.”

## Fordítás
- Ez a szócikk részben vagy egészben  a   Battle of Cocos című angol Wikipédia-szócikk ezen változatának fordításán alapul.  Az eredeti cikk szerkesztőit annak laptörténete sorolja fel. Ez a jelzés csupán a megfogalmazás eredetét és a szerzői jogokat jelzi, nem szolgál a cikkben szereplő információk forrásmegjelöléseként.